# Collezione Ludovisi

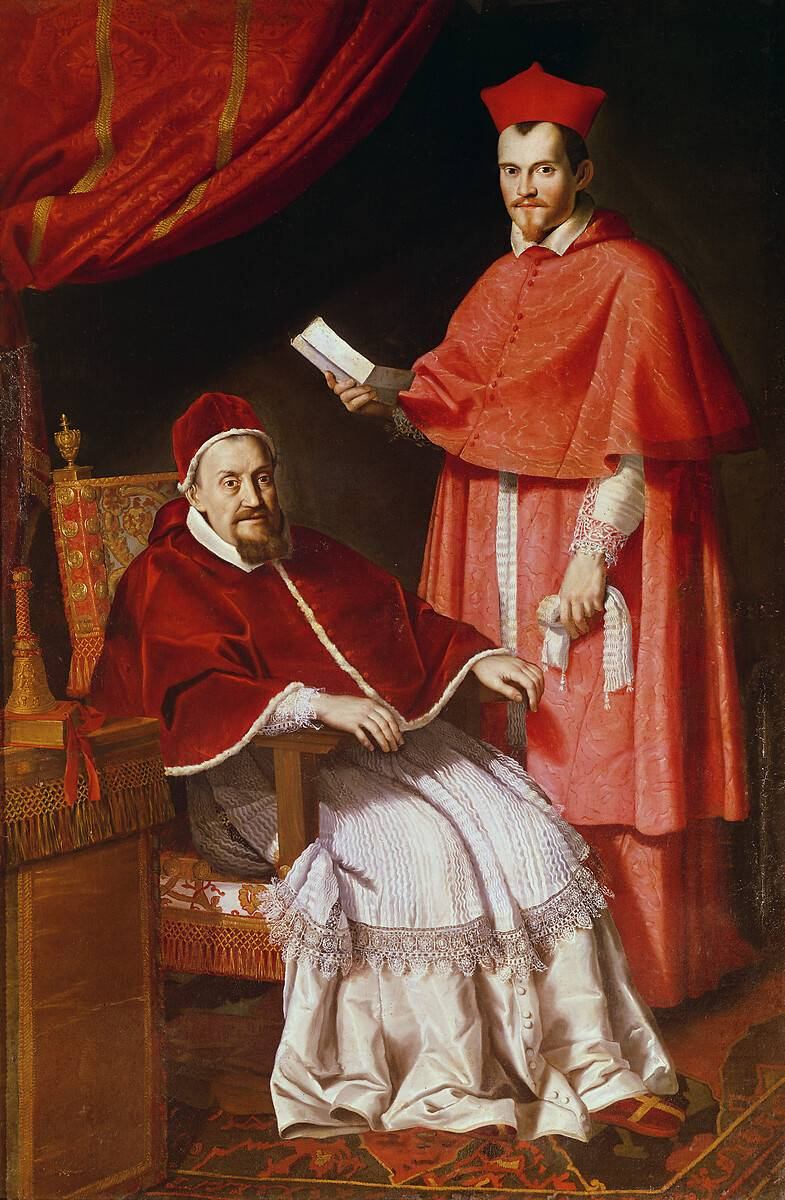
Domenichino, Ritratto di papa Gregorio XV con il cardinale Ludovico Ludovisi

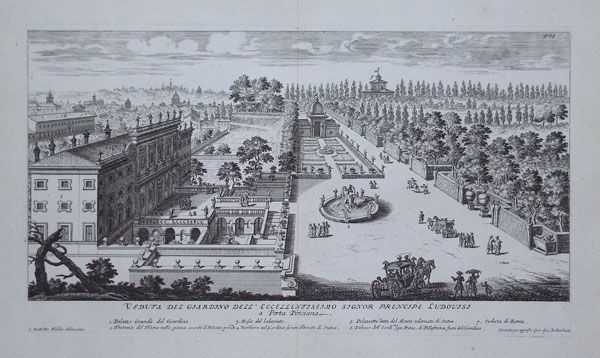
Villa Ludovisi in un'incisione del 1670 circa (Istituto nazionale per la grafica - Gabinetto delle stampe, Roma). Sulla sinistra si vede il palazzo Grande, in basso a destra la fontana del Tritone, al centro in secondo piano l'Uccelleria, a destra sullo sfondo in lontananza il casino dell'Aurora.

La collezione Ludovisi è una raccolta d'arte creata a Roma nel terzo decennio del Seicento e appartenuta alla nobile famiglia Ludovisi, che si estinse nella linea diretta maschile intorno al 1699 e le cui proprietà furono ereditate dalla famiglia Boncompagni. La sua creazione e la sua massima espansione furono dovute all'attenzione e alla sensibilità di Ludovico Ludovisi, cardinal nipote di papa Gregorio XV, che fu tra i più rilevanti collezionisti e mecenati romani del Seicento.
Si tratta di una delle più importanti raccolte artistiche di epoca barocca e tra le più notevoli in assoluto sotto il profilo della statuaria classica, assieme alle collezioni cinquecentesche dei Farnese e dei Medici e seicentesche dei Borghese e dei Giustiniani. Oltre le sculture antiche, vi erano conservati anche importanti dipinti del Rinascimento, ricevuti in dono o acquistati, e opere commissionate direttamente ad artisti contemporanei, come il Guercino. La collezione era esposta nella villa Ludovisi, che il cardinale Ludovico aveva fatto costruire nei pressi di Porta Pinciana e che fu abbattuta alla fine dell'Ottocento. 
Il contenuto della collezione si conosce grazie a due importanti inventari pubblicati a stampa nel Novecento, il primo dei quali redatto nel 1623 alla morte del papa Gregorio XV, il secondo nel 1633 alla morte del cardinale stesso.
La pinacoteca si disperse tra Francia e Spagna durante il Seicento. La raccolta di antichità si conservò invece fino al 1901, quando il nucleo più rilevante fu acquistato dallo Stato italiano e collocato nelle Terme di Diocleziano. Successivamente passò nella sede di palazzo Altemps del Museo Nazionale Romano, dove è esposto tuttora.

## Storia della collezione

### Seicento

#### Scultura antica

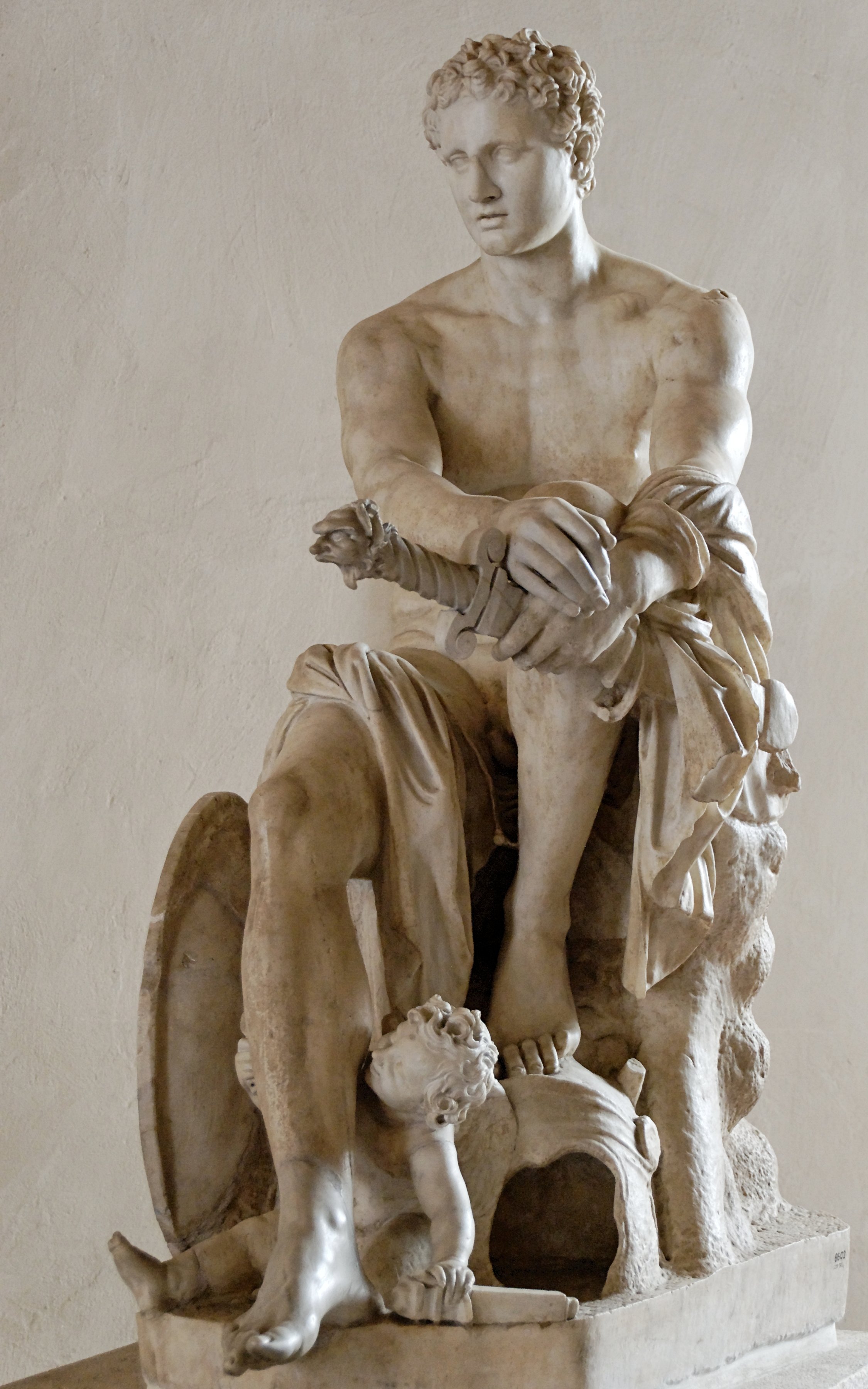
Ares detto Ares Ludovisi, Roma, Museo Nazionale Romano.

La collezione di sculture antiche, disposte tutte negli spazi esterni o interni della villa Ludovisi, era formata da reperti rinvenuti durante i cantieri di scavo della proprietà oppure donati e acquistati essenzialmente tra il 1620 e il 1630. Tra le acquisizioni più notevoli vanno ricordate le opere provenienti dalle collezioni Cesarini, già nel palazzo dell'Esquilino, e Cesi, una delle più importanti raccolte romane di antichità del Cinquecento. Dalla collezione Cesi provenivano, per esempio, i gruppi di Pan e Dafni e della Leda con il cigno. Quest'ultimo fu diviso nel Settecento e, quindi, riassemblato, fino a essere definitivamente separato nel 1901 nelle due opere autonome del Fanciullo che strozza l'oca e della Venere accovacciata. Dalla collezione Altemps, sita nella residenza di Frascati pervenne ai Ludovisi l'Ercole in riposo.
Tra le numerose opere rinvenute durante i lavori di scavo nell'area dove sorse la villa si segnalano il Galata morente e il Galata suicida con la moglie. L'Ares Ludovisi fu scoperto invece nel 1622 durante uno scavo nei pressi della chiesa di San Salvatore in Campo.
Le opere furono restaurate da alcuni dei più notevoli scultori del tempo. Ippolito Buzzi operò sulle due statue raffiguranti Apollo citaredo, sui gruppi di Amore e Psiche e di Oreste ed Elettra, sul cosiddetto Gruppo di sant'Ildefonso e sulla statua di Antonino Pio. Gian Lorenzo Bernini, lavorò sull'Ares Ludovisi, una delle sculture simbolo dell'intera collezione e tra le più importanti della statuaria classica romana, mentre Alessandro Algardi fu incaricato di svolgere diversi restauri sull'Athena, sull'Ermes Ludovisi e sul Dadoforo.
Le opere più importanti furono collocate nel palazzo Grande, altre divise tra il casino dell'Aurora e il casino Capponi, mentre nel giardino furono disposti sarcofagi, statue di satiri e sileni o erme. Qui erano infatti collocati il Satiro versante e i gruppi con Pan e Dafni e Leda con il cigno.

#### Pittura del Rinascimento

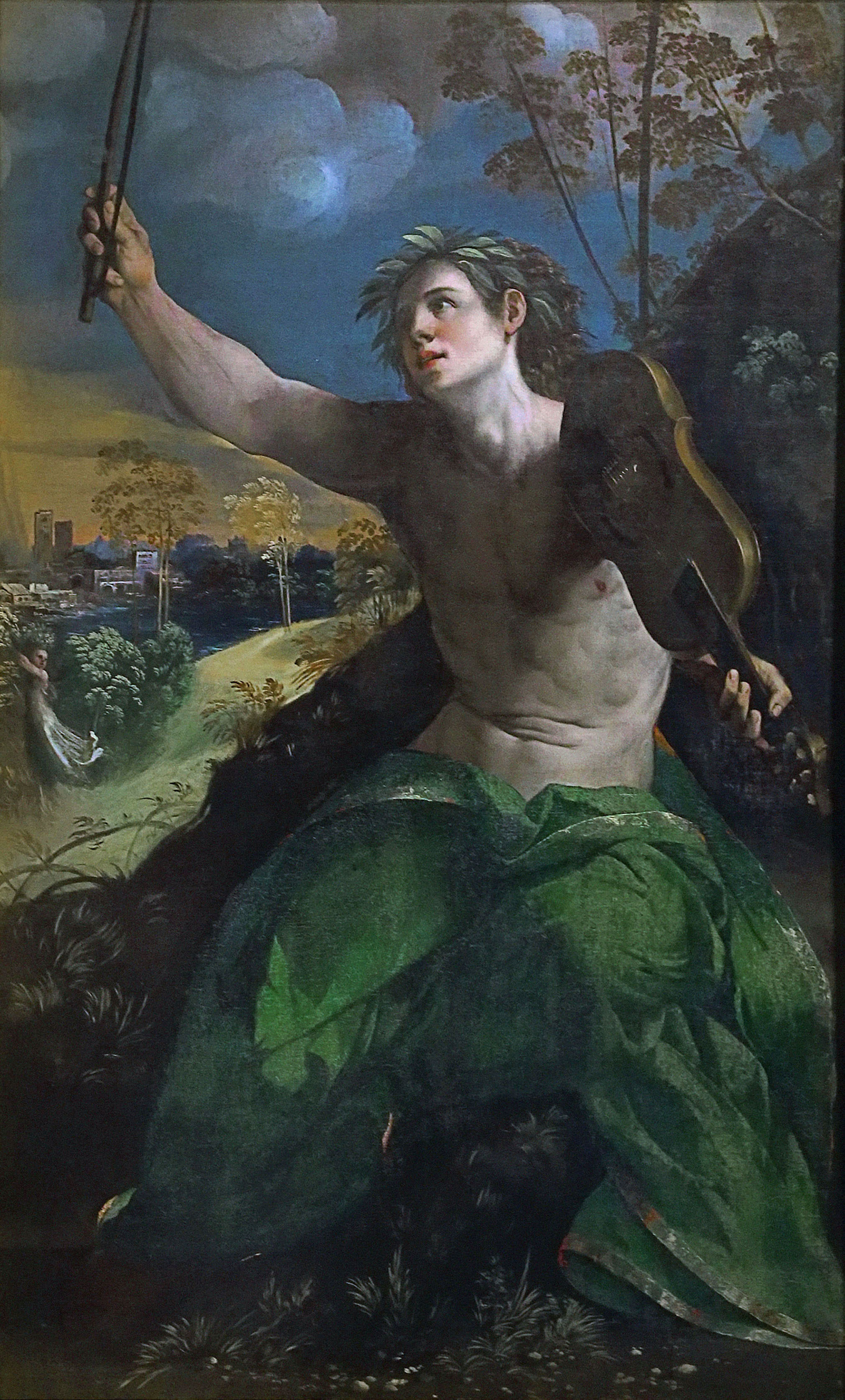
Dosso Dossi, Apollo e Dafne, Roma, Galleria Borghese.

Ludovico Ludovisi raccolse anche una notevole collezione di dipinti, per lo più di grandi dimensioni, con quadri di Tiziano, Bonifacio Veronese, Jacopo Bassano, Giovanni Bellini, Dosso Dossi, Francesco Francia, Garofalo, Guercino, Guido Reni, Ludovico Carracci, Domenichino.
La collezione era pressoché tutta proveniente da opere contemporanee al cardinale, denotando che non vi furono mai stati grossi lasciti, immissioni o donazioni provenienti da altre collezioni precedenti (su tutte, ad esempio, quelle estensi provenienti da Ferrara, o piuttosto quella Aldobrandini di Roma, da cui, seppur imparentati, a parte la Madonna del Passeggio di Raffaello, un Noli me tangere del Correggio e i due Baccanali di Tiziano donati da Olimpia a Ludovico Ludovisi in occasione della sua nomina cardinalizia, gran parte della loro raccolta confluì invece in quelle Borghese e Pamphilj).

#### Pittura e scultura del Seicento

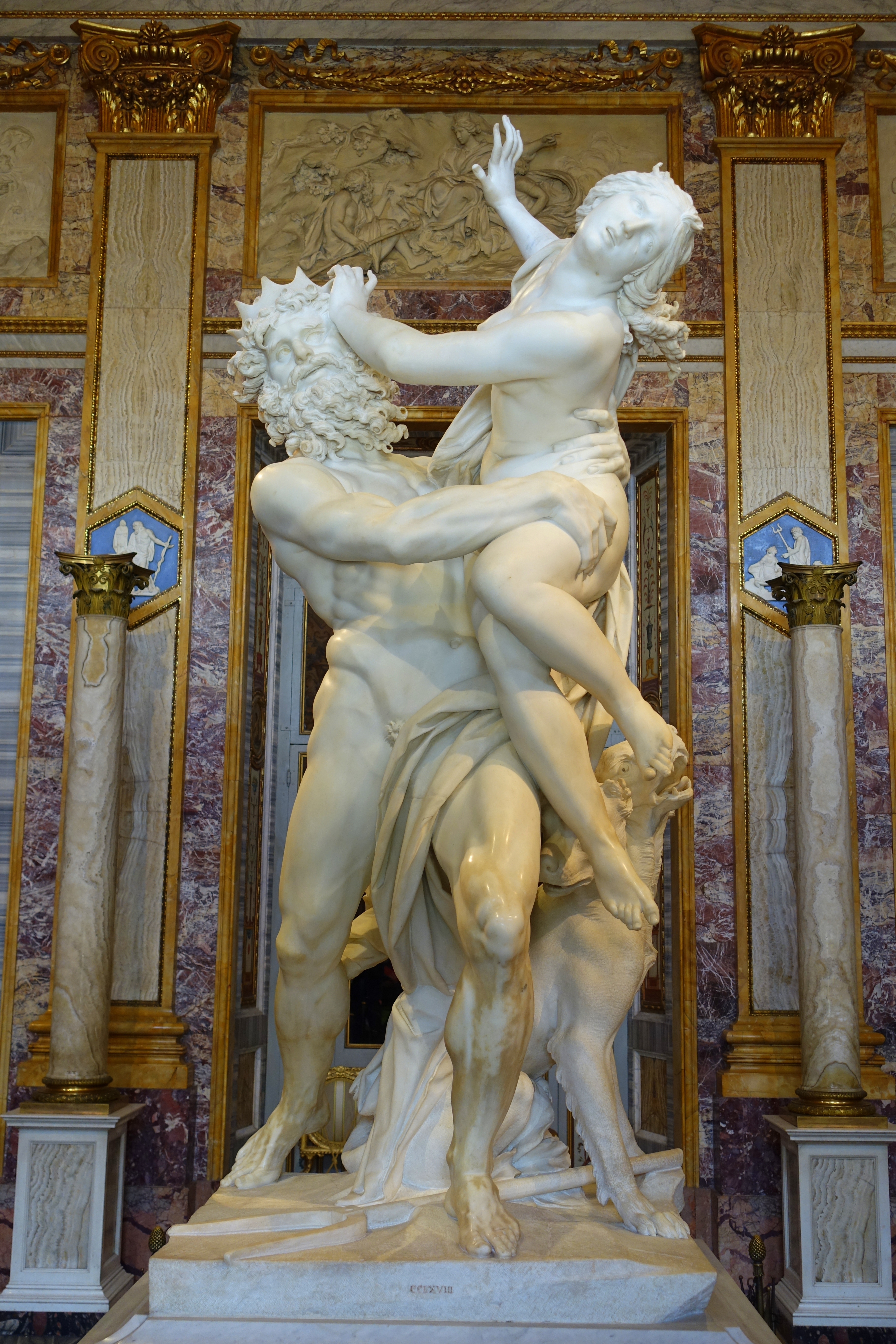
Gian Lorenzo Bernini, Ratto di Proserpina, Roma, Galleria Borghese.

Un nucleo importante di dipinti di scuola bolognese, su tutti di Guercino e Domenichino, che per l'appunto furono una sorta di pittori di casa Ludovisi, fu raccolto da Alessandro prima di divenire papa, quando era legato alla città di Bologna col titolo di arcivescovo dal 1612 al 1621, giacché, una volta nominato pontefice massimo col nome di Gregorio XV, non potendo portare con sé alcuna opera artistica, fece dono delle sue raccolte al cardinal-nipote (com'era usanza fare).
Nel 1621 il cardinale Ludovisi acquistò il palazzo Colonna nel ducato di Zagarolo, di cui erano signori. Per l'occasione furono chiamati proprio il Domenichino e Giovanni Battista Viola a decorare gli interni con paesaggi affrescati su richiesta dello stesso Ludovico.

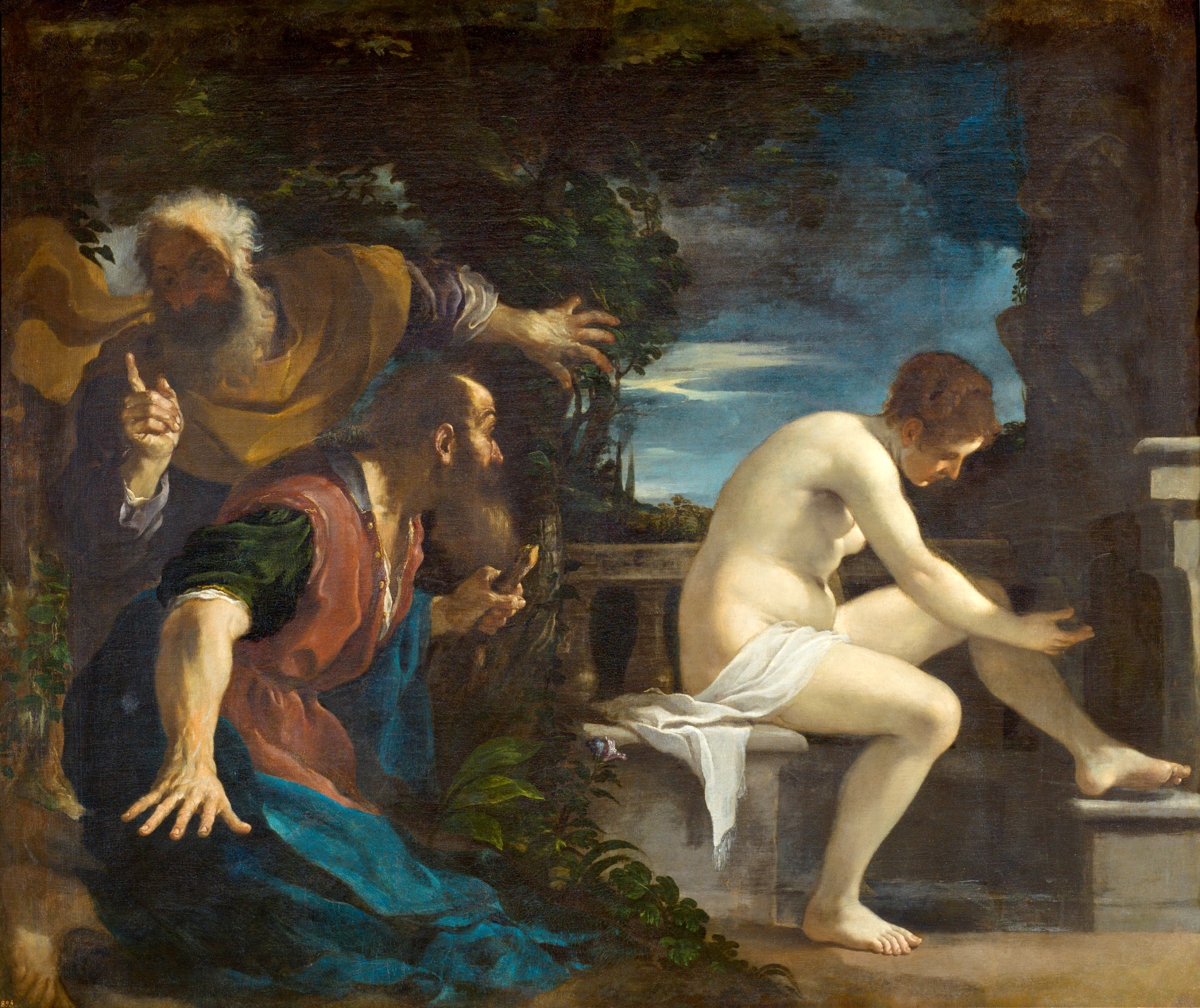
Guercino, Susanna e i vecchioni, Madrid, Museo del Prado.

Giovanni Pietro Bellori (Nota delli musei) e Fioravante Martinelli (Roma Ornata) citano nei loro testi molte opere d'arte nella collezione, distribuite tra le proprietà di Roma, in particolare a villa Ludovisi, dov'erano sculture antiche e pitture, e di Zagarolo, dove aveva dimora abituale Niccolò, fratello del cardinale Ludovico. Tra le più importanti vi erano due paesaggi del Domenichino, una Susanna e i vecchioni (oggi al Museo del Prado di Madrid) e una Venere al bagno (oggi alla National Gallery di Washington) del Guercino, un San Francesco di Guido Reni (identificabile con quello poi confluito dapprima nella collezione Pamphilj del principe Camillo e poi, dal 1665, nelle raccolte di Luigi XIV, poi passate nel Museo del Louvre a Parigi, dove sono tuttora), una Galatea di Annibale Carracci (copia da Raffaello), un Apollo e Dafne di Dosso Dossi e il Ratto di Proserpina gruppo scultoreo di Gian Lorenzo Bernini (entrambe già di Scipione Borghese e donate al cardinale Ludovico nel 1621, dove rimasero fino al 1908, quando furono poi acquistate dallo Stato italiano; oggi tutte e due ritornate alla Galleria Borghese a Roma) e il cosiddetto Doppio ritratto attribuito a Giorgione (oggi al Museo di palazzo Venezia a Roma).
Alla morte del cardinale Ludovico Ludovisi nel 1632, tutta la collezione passò al fratello Niccolò, signore di Gesualdo e principe di Piombino, marito in terze nozze di Costanza Pamphilj, nipote di papa Innocenzo X (quest'ultimo che, nel 1653, finanziò per i Ludovisi il palazzo in Campo Marzio, oggi Montecitorio, che tuttavia, per dissidi familiari, fu interrotto l'anno seguente e accantonato del tutto alla morte del principe).

#### Le dismissioni delle opere pittoriche sotto il principe Niccolò

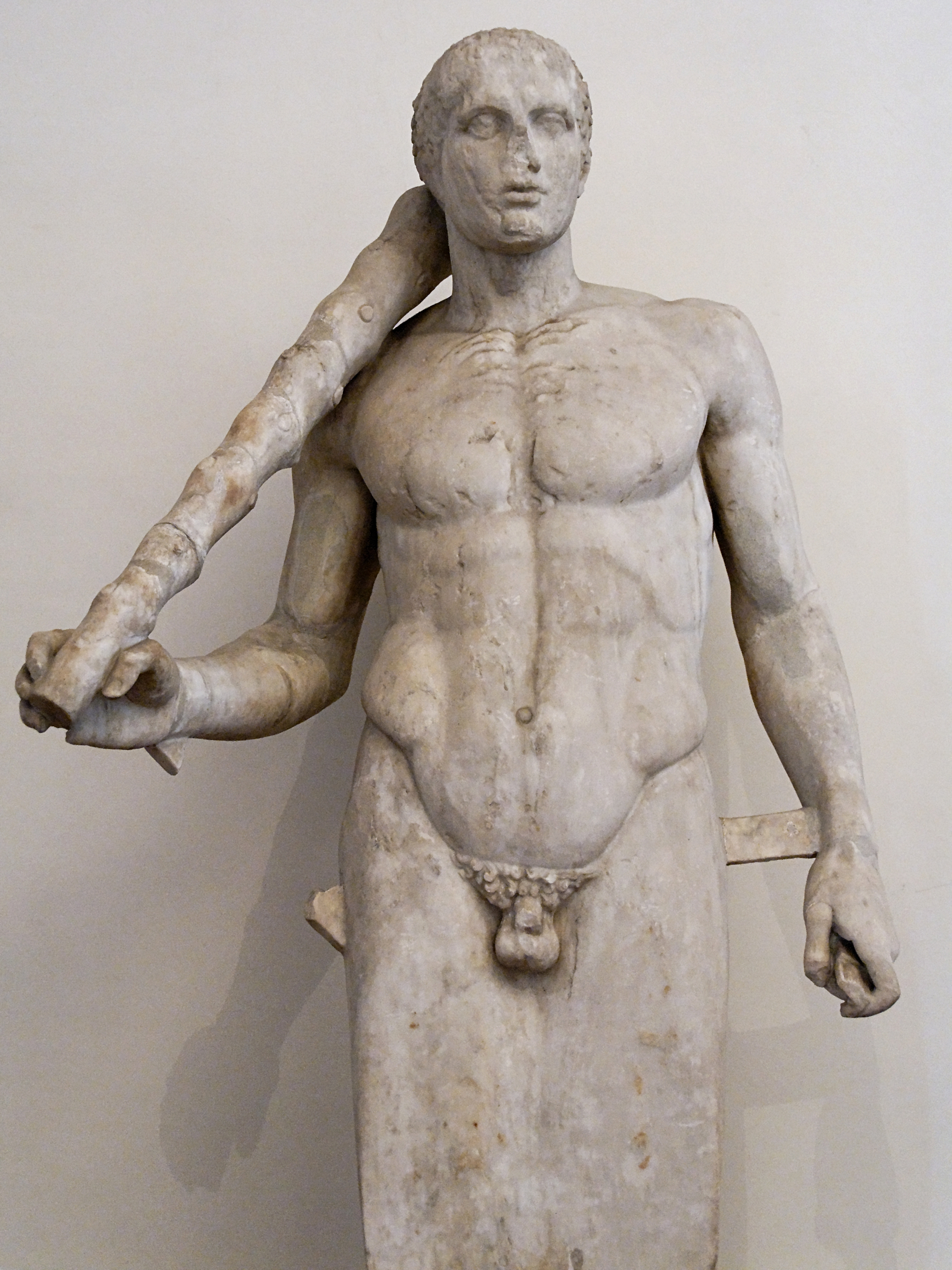
Erma di Ercole con mazza, Roma, Museo Nazionale Romano. La statua era collocata nel giardino di villa Ludovisi.

Gli anni immediatamente successivi alla morte di Ludovico Ludovisi furono anni di consolidamento del successo della sua raccolta di antichità. Seppur il cardinale collezionò anche opere pittoriche di particolare importanza, per lo più del Rinascimento veneto e del Barocco emiliano-romano, la notorietà negli ambienti culturali era determinata principalmente dai pezzi archeologici, alcuni dei quali costituivano al momento i più notevoli del Seicento.
Per volere di Niccolò, comunque, immediatamente dopo la morte di Ludovico, i quadri più grandi della collezione pittorica romana furono spostati dalla villa di famiglia alla residenza di Zagarolo.
Nonostante il fatto che, comunque, a differenza di altre collezioni contemporanee (come ad esempio quella Borghese o Giustiniani), quella Ludovisi era di difficile accesso al pubblico, tant'è che i proprietari intendevano aprire le porte della propria villa solo a personaggi di alto rango o studiosi che venivano a fare visita alla città, l'importanza che raggiunsero le opere archeologiche del catalogo è testimoniata da una serie di repliche e bozzetti eseguiti durante tutto il XVII e XVIII secolo che contribuirono ulteriormente alla diffusione del loro successo.
A Firenze vennero realizzati nella bottega del Giambologna alcuni bronzi, allorché un suo collaboratore, Giovan Francesco Susini, recatosi a Roma nei primi anni '20 del secolo, copiò alcune sculture antiche note a Roma in quegli anni. A parte il Toro Farnese e l'Ermafrodito Borghese, le opere replicate erano quasi tutte entro le raccolte del principe Niccolò I Ludovisi (di cui era anch'egli stesso collezionista di talune di queste, esposte al primo piano del casino dell'Aurora): i bozzetti erano quindi di un Gladiatore che si riposa (forse il Guerriero seduto), dell'Ares (oggi all'Ashmolean Museum di Oxford), del Gladiatore ferito e moribondo (ossia il Galata morente, oggi al Museo del Bargello a Firenze), del Galata suicida e la moglie (oggi al palazzo Colonna di Roma) e altre ancora.

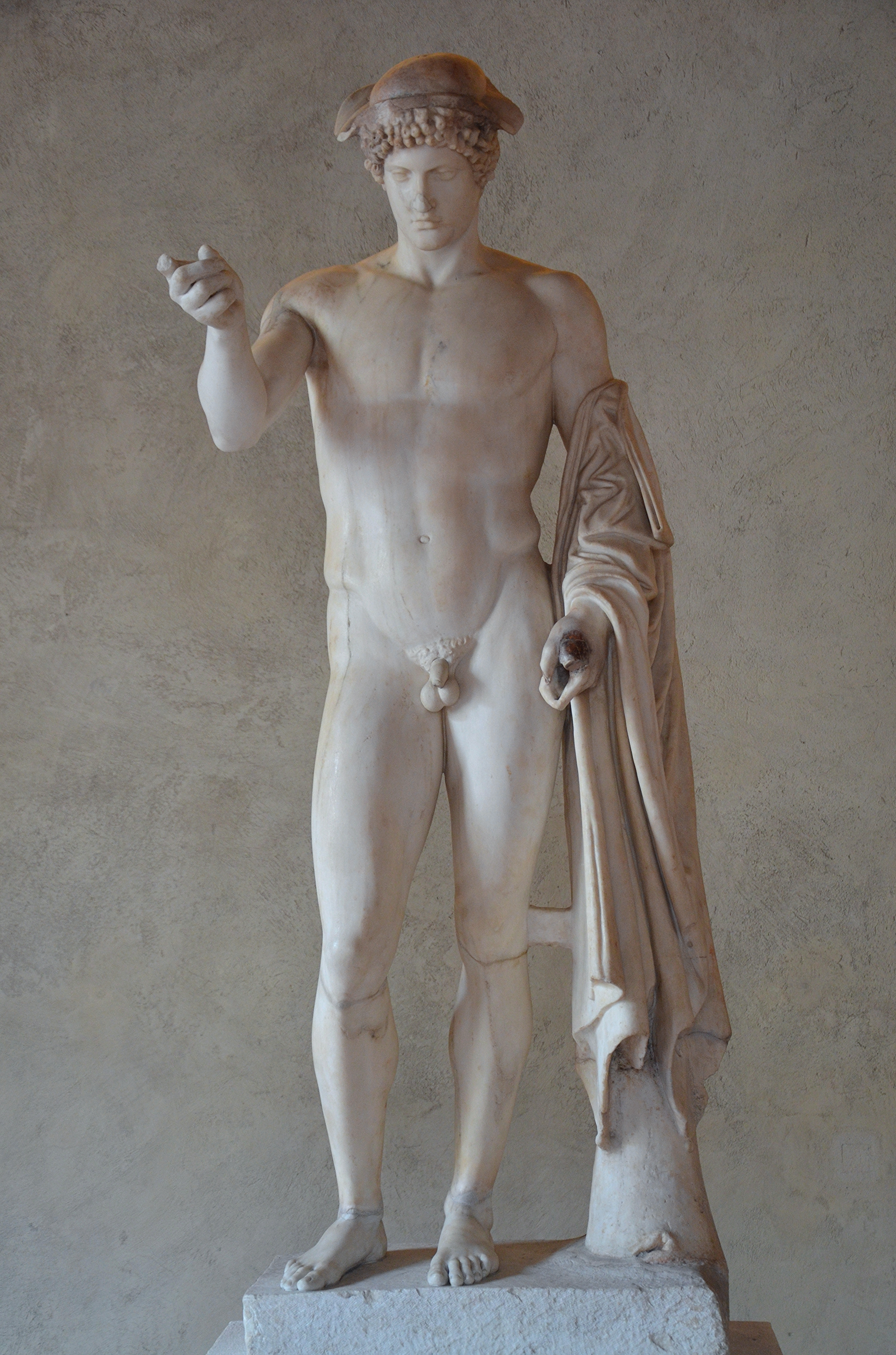
Ermes detto Ermes Ludovisi, Roma, Museo Nazionale Romano.

Nel 1638 l'incisore francese Francois Perrier pubblica una raccolta di 100 acqueforti, il "Segmenta Nobilium Signorium et Statuarum....", ossia un catalogo delle più prestigiose sculture antiche presenti nelle collezioni romane, dove su circa 80 opere totali, dalla collezione Ludovisi meritarono menzione ben 12 sculture (il Console, il Galata suicida e la moglie, il Castore e Polluce, l'Ares, l'Oreste ed Elettra, l'Hermes Loghios, il Pan e Dafne, il Bacco, la Musa, la Sabina, il Galata morente e il Sileno sdraiato) più di quelle della collezione Farnese (cinque), leggermente meno di quella Medici (quattordici) e meno di quelle della raccolta Borghese (venti).

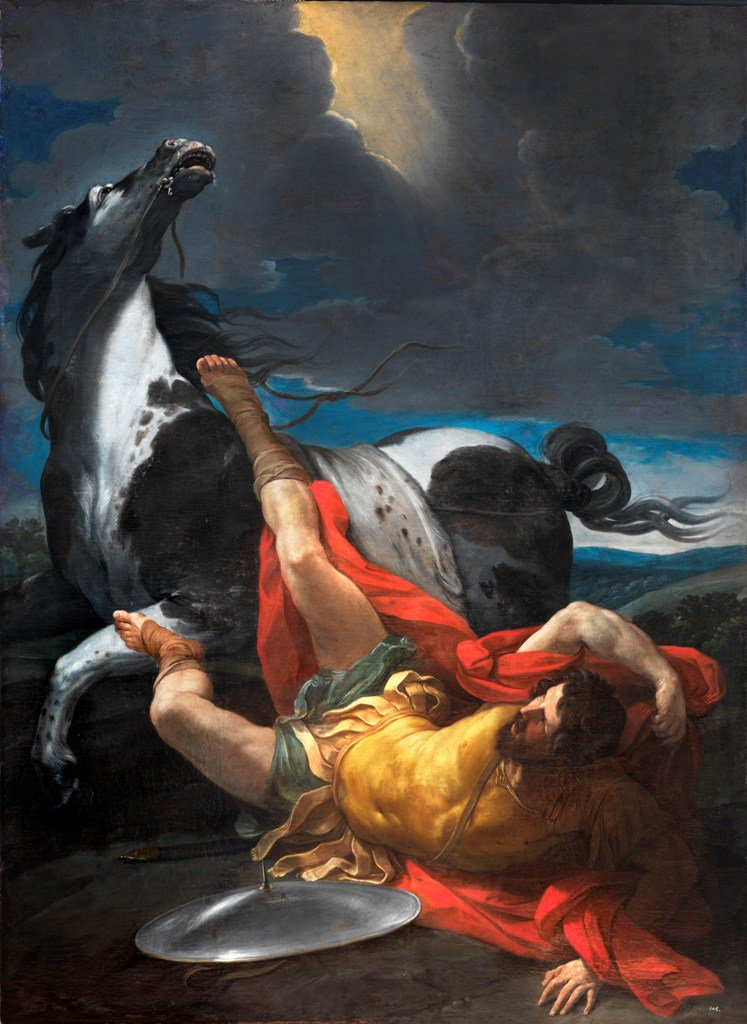
Guido Reni, Caduta di Saulo

Nonostante questi riconoscimenti, con la successione di Niccolò a Ludovico Ludovisi, la famiglia iniziò ad accumulare alcuni debiti che la costrinsero a smembrare parte dei propri beni pur di riuscire a fronteggiare le insolvenze generate. Gran parte dei dipinti venduti dal principe Niccolò presero la via della Francia o della Spagna. In particolare arrivarono in Spagna le due tele di Tiziano con il Baccanale degli Andrii e il Baccanale con la festa di Venere, il Noli me tangere del Correggio, il Lot e le figlie del Guercino e la Caduta di Saulo di Guido Reni. I dipinti furono donati al re Filippo IV già a partire dal 1640, in riconoscenza della concessione di questi del titolo di principe di Piombino, che avvenne nel 1634, e per ulteriori favori ricevuti da Niccolò durante gli anni del suo regno in Spagna.
Nel 1649 lo stesso re di Spagna inviò a Roma Velazquez, soprintendente alle opere d'arte con l'incarico anche di selezionare e riprodurre alcune opere di antichità da utilizzare come modelli per temi pittorici (è il caso dell'Ares con il Marte in riposo) e anche come base per realizzare in patria le repliche scultoree a grandezza naturale. Anche in questo caso, come avvenne per i bozzetti Susini o le incisioni Perrier, molte scelte ricaddero sui pezzi della collezione Ludovisi: l''Ares, il Galata morente, il Satiro versante e l'Hermes Loghios.

#### La collezione sotto il principe Giovan Battista e l'estinzione del casato

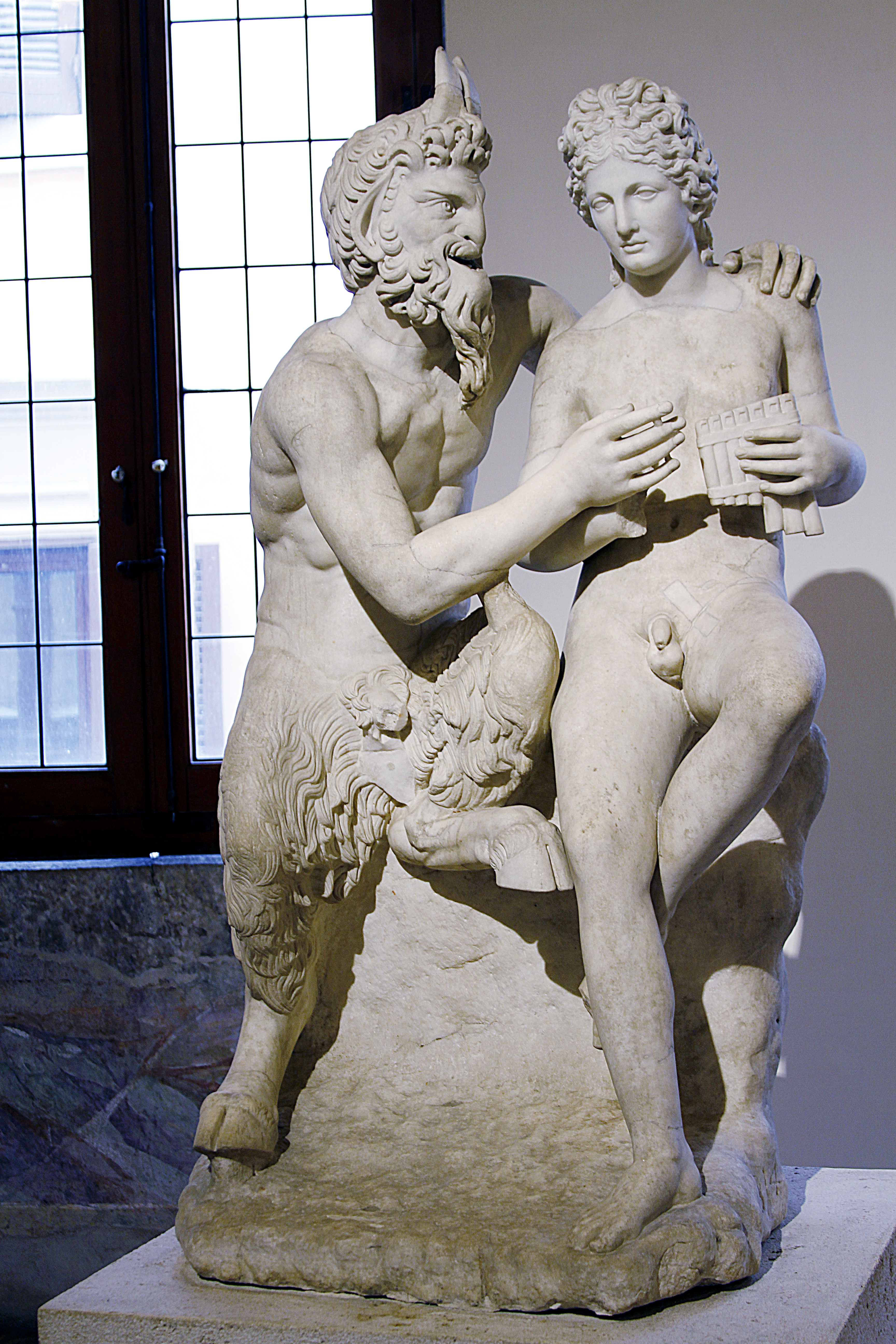
Pan e Dafni, Roma, Museo Nazionale Romano.

Alla morte di Niccolò, avvenuta nel 1664, la raccolta passò a Giovan Battista, suo primogenito ed unico maschio, il quale continuò a disperdere le opere e le proprietà di famiglia, già a partire dal 1665. A questi anni risale, infatti, la cessione del palazzo già Colonna e del ducato di Zagarolo alla famiglia Rospigliosi, con contestuale trasferimento anche di parte della collezione pittorica lì conservata, poi trasmigrata dalle raccolte Rospigliosi alle collezioni Pallavicini (soprattutto tele di provenienza bolognese, come il Peccato originale del Domenichino, il Sansone e i filistei, attribuito inizialmente a un Carracci e oggi riportato a Francesco Brizio, il Rinaldo e Armida e il Trionfo di David di Lucio Massari).

Galata suicida con moglie, Roma, Museo Nazionale Romano.

Al 1666 risale l'interesse del re di Francia verso la Villa Ludovisi  e verso tutte le sculture che facevano parte della collezione. Jean-Baptiste Colbert tentò infatti di acquistarle senza però ricevere esito positivo e ottenne solo il permesso di realizzare i calchi di gran parte delle statue (circa 300 pezzi), che poi furono inviati in Francia intorno al 1670 per fare da modello alle sculture decorative dei viali della reggia di Versailles e di altre residenze reali. Con il trasferimento dei calchi, la magnificenza della collezione Ludovisi si diffuse anche nei territori contigui a quello francese, come quello svedese, dove nel 1687 Nicodemus Tessin tentò di acquistare tutti i calchi dei pezzi, o come quello polacco, dove al re furono donate diverse repliche derivate.
Intorno al 1668-1669 avvenne un'altra stesura di tavole raffiguranti i pezzi d'antichità più importanti delle collezioni europee, sulla falsariga di quella Perrier, ossia le Icones dell'olandese Jan de Bisschop: grazie alla realizzazione di questo catalogo, le sculture Ludovisi, delle quali erano incise il Galata suicida con la moglie e la Venere accovacciata, giunsero alla notorietà anche nei territori fiamminghi. Nel 1669 Ferdinando II de' Medici acquistò per la propria collezione l'Ermafrodito dormiente (oggi agli Uffizi di Firenze), altra versione del soggetto particolarmente celebre già dai primi del XVII secolo grazie soprattutto alle due versioni Borghese (di cui una, la più nota, confluita al Louvre di Parigi mentre un'altra rimasta alla villa Pinciana di Roma).
Nel 1670, per fronteggiare ancora una volta i debiti, Giovan Battista cedette altre opere pittoriche della collezione, tra cui le tre grandi tele con il Paesaggio con Caco, il Paesaggio con Ercole e il Paesaggio con Ercole e Acheloo del Domenichino (oggi al Louvre di Parigi) che presero la via della Francia di Luigi XIV, la Susanna e i vecchioni del Guercino che arrivò in Spagna (oggi al Prado di Madrid) e, ancora, il Paesaggio con la fuga in Egitto del Domenichino che fu venduto al cardinale Giulio Mazzarino (oggi al Louvre di Parigi).
Nel 1679 con le incisioni di Joachim von Sandrart effettuate anni prima, durante gli anni in cui era impegnato per i Giustiniani nell'esecuzione del testo sulla Galleria Giustiniana, tra il 1629 e il 1635, si proseguì il tracciato di Perrier e Bisschop. Fu infatti pubblicato a Norimberga un volume sul trattato delle arti, l'Accademia Todesca, che includeva nel testo anche tavole sulla statuaria classica riprese da disegni dello stesso Sandrart: vi erano segnalati, ancora una volta, il Galata suicida con la moglie, l'Oreste ed Elettra e il Marte elmato (Lucio Scipione).
Morto Giovan Battista nel 1699, senza eredi, la linea maschile della famiglia si estinse.

### Settecento

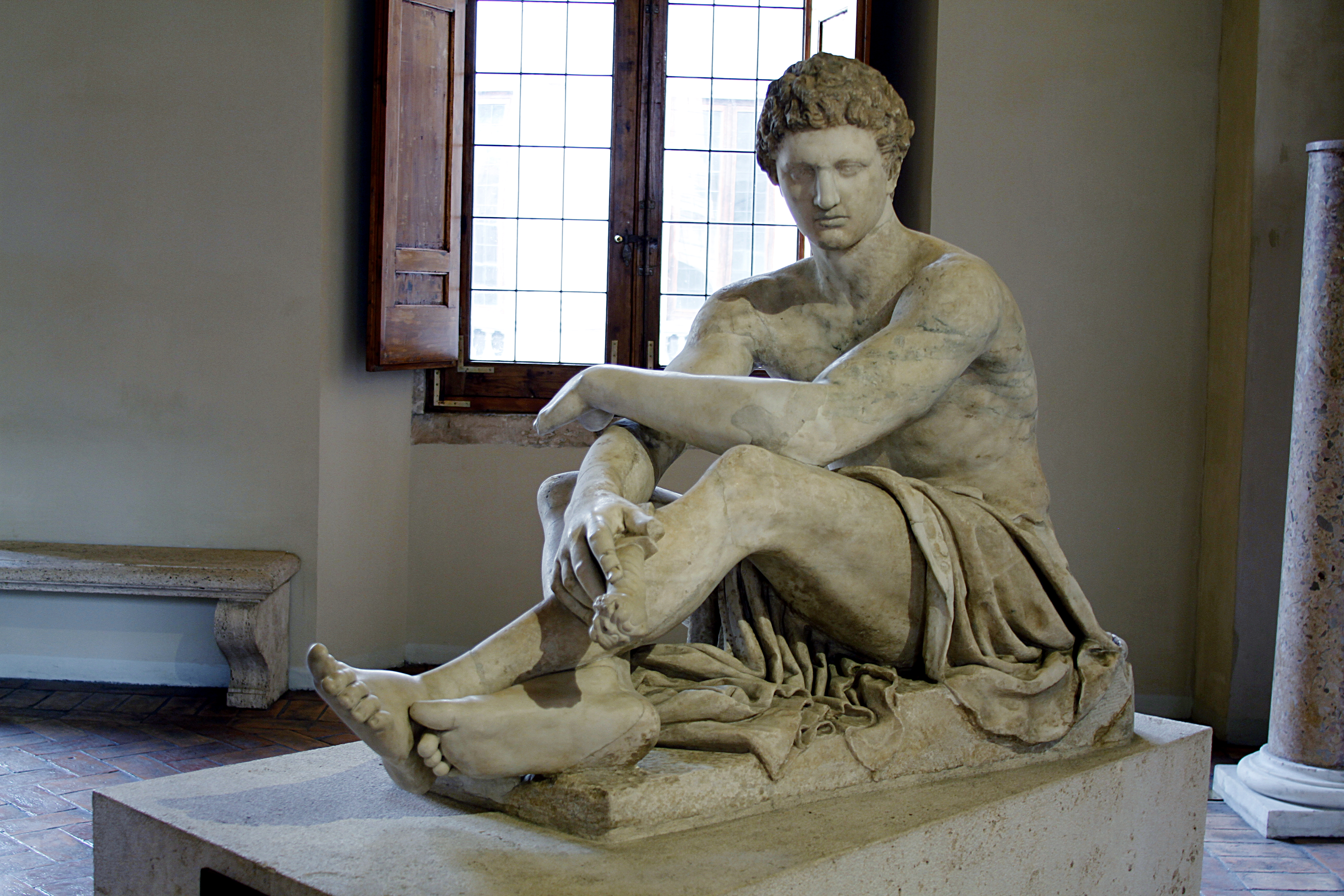
Guerriero seduto, Roma, Museo Nazionale Romano.

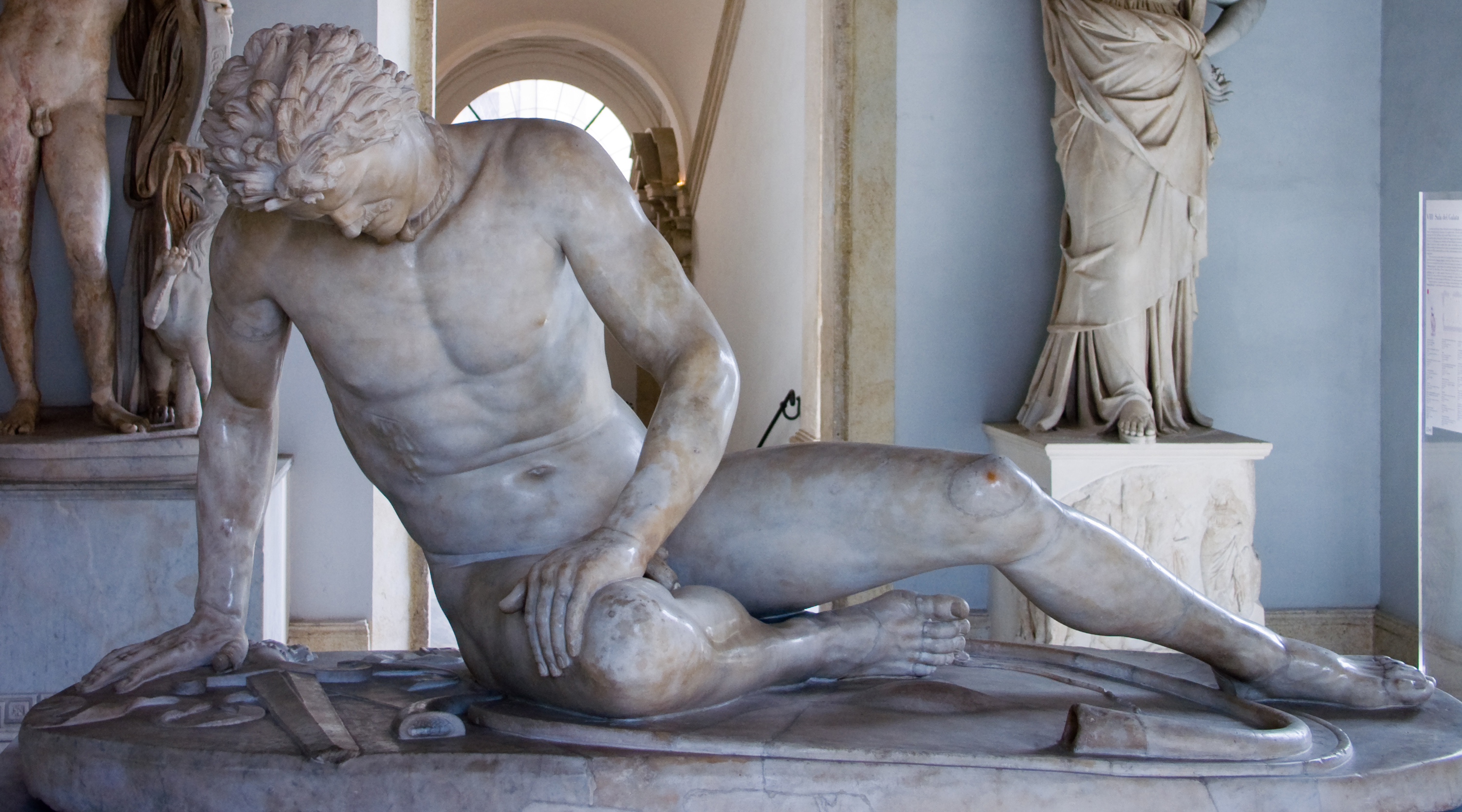
Galata morente, Roma, Musei Capitolini.

La collezione, rimasta superstite per lo più delle opere di antichità, fu ereditata da Ippolita Ludovisi, sorella di Giovan Battista e moglie di Gregorio I Boncompagni, il quale acquisì i titoli e i beni Ludovisi, dando origine al ramo nobiliare Boncompagni-Ludovisi ancora esistente. Nel corso del XVIII secolo la villa di famiglia perse di rilevanza nelle logiche interne dinastiche (gli ultimi ad abitarla furono proprio Ippolita e Gregorio Boncompagni) seppur gli spazi di sua pertinenza, sia esterni che interni, restavano adorni delle sculture antiche della collezione. Tra il 1709 e il 1713 furono commissionati a Pierre Legros il Giovane il Monumento funebre a Gregorio XV e dellaTomba del cardinale Ludovico per la cappella Ludovisi della chiesa di Sant'Ignazio di Loyola a Roma, dove furono traslate le rispettive spoglie, dalla cappella dell'Annunziata del Collegio Romano, per quanto riguarda il pontefice, e dalla cattedrale di San Pietro di Bologna, per quel che riguarda il cardinal nipote.
Nel 1733 dagli horti fu ritrovato l'Acrolito Ludovisi, statua raffigurante il volto della Venere Ericina. Nel 1737 papa Clemente XII acquistò la statua del Galata morente, all'epoca nel palazzo Piombino di via del Corso a Roma (distrutto nei primi del Novecento), per collocarla nel nascente museo cittadino del palazzo dei Conservatori, i Musei capitolini (giacché nei primi dell'Ottocento la scultura fu requisita durante le spoliazioni napoleoniche e ritornò a Roma solo nel 1815).
Non mancarono anche durante questo secolo illustri personalità che giunsero a Roma per ammirare le opere Ludovisi, le cui testimonianze contribuirono ulteriormente a diffonderne in tutta Europa la fama. Domenico De Rossi nel 1704, con le sue Raccolte di statue antiche e moderne, elenca diverse opere del catalogo, Etienne Parrocel invece ne riprende alcune con i disegni e Johann Joachim Winckelmann, ancora, ne esalta le fattezze nei suoi scritti del 1764 e 1767, dove giudicò l'Ares come «una delle tre più belle statue sul dio» mentre l'Apollo citaredo (Nomios) la più bella in assoluto dopo quello Belvedere.
Anche il giovane Antonio Canova nel 1780 eseguì alcuni disegni delle opere, che poi portò a Venezia, mentre diversi pittori del tempo utilizzarono le sculture come modelli o elementi riempitivi per i propri dipinti: sono questi i casi di Pompeo Batoni, che riutilizzò diversi busti e gruppi marmorei, tra cui l'Ares e l'Oreste ed Elettra, o Giambattista Canal che negli affreschi del palazzo Mangilli Valmarana a Venezia inserì in una composizione sempre il gruppo dell'Oreste ed Elettra.
Sul finire del Settecento, con l'avvento della Repubblica romana e il primo controllo delle truppe francesi dei territori italiani, la famiglia Boncompagni Ludovisi fu interessata da una condizione debitoria aggravata rispetto a quella precedente che la condusse in crisi finanziaria stabile, costringendola a cedere diverse sculture del proprio catalogo, fino a quel momento scampate a questa sorte.

### Ottocento e Novecento

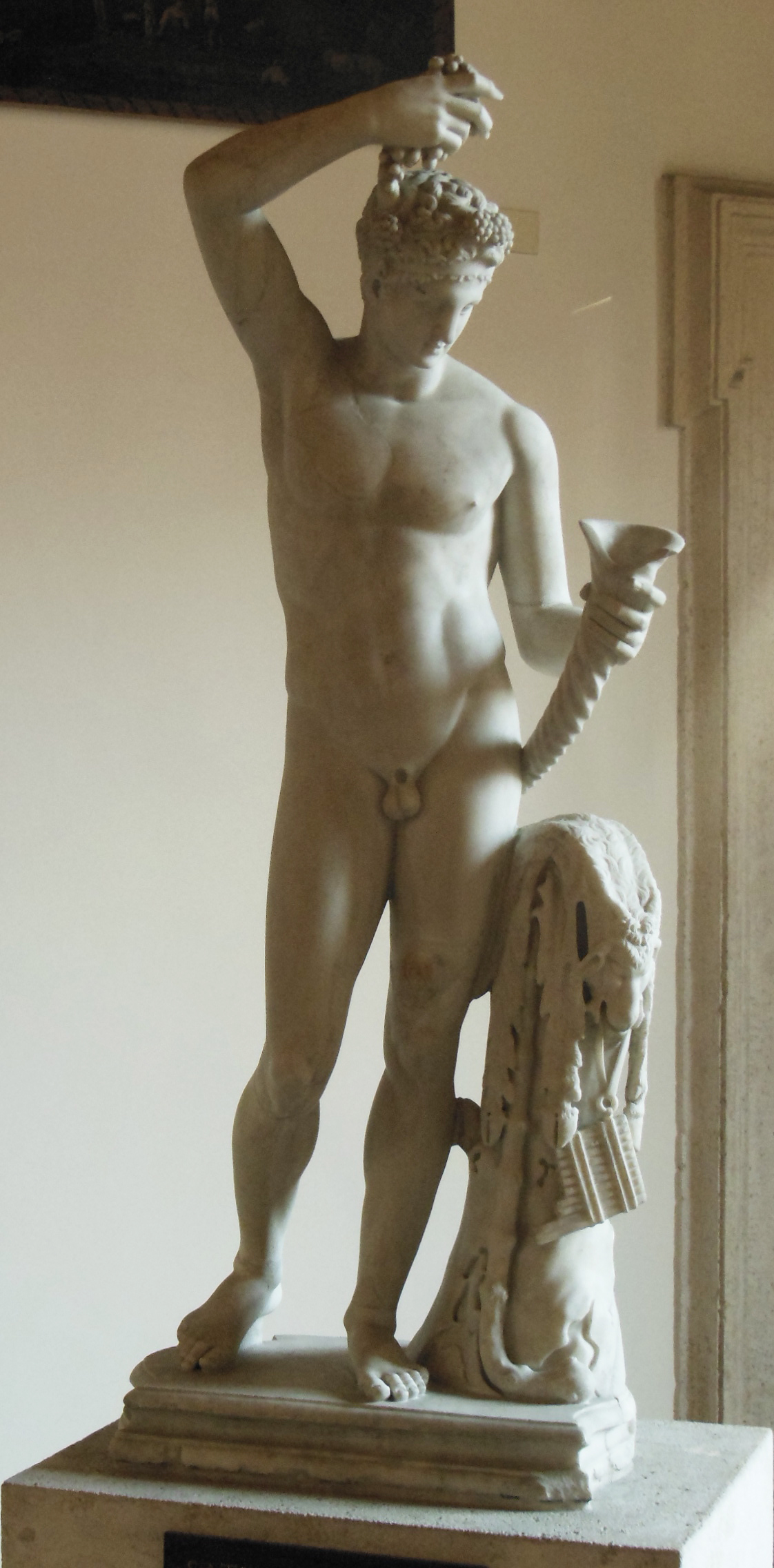
Satiro versante, Roma, Museo Nazionale Romano.

Nel corso del XIX secolo la collezione fu risistemata pressoché tutta negli spazi coperti della Villa Ludovisi, essenzialmente nel casino Capponi, che fu restaurato in tal senso per ospitare la raccolta scultorea, dove erano collocate l'Ares, il Guerriero seduto (che si spostavano da sempre in pendant) il Busto di Antinoo Ludovisi, il Pan e Dafne (fino a quel momento esposto nei giardini) e altre opere, ma anche nel palazzo Grande, dove già dal 1665 fu collocato il Satiro versante (un tempo esposto all'esterno in un'edicola apposita, poi sostituito dal cosiddetto Pan di Michelangelo) e nel casino dell'Aurora, mentre solo una minima parte dei pezzi rimase lungo i viali del giardino per abbellire le passeggiate. I lavori di adeguamento espositivo furono supervisionati da Antonio Canova nel 1806.
Nel 1820, con l'Editto Pacca, la collezione veniva vincolata allo Stato Pontificio, così da evitare la dispersione delle ricchezze romane nei territori d'oltralpe e non solo.

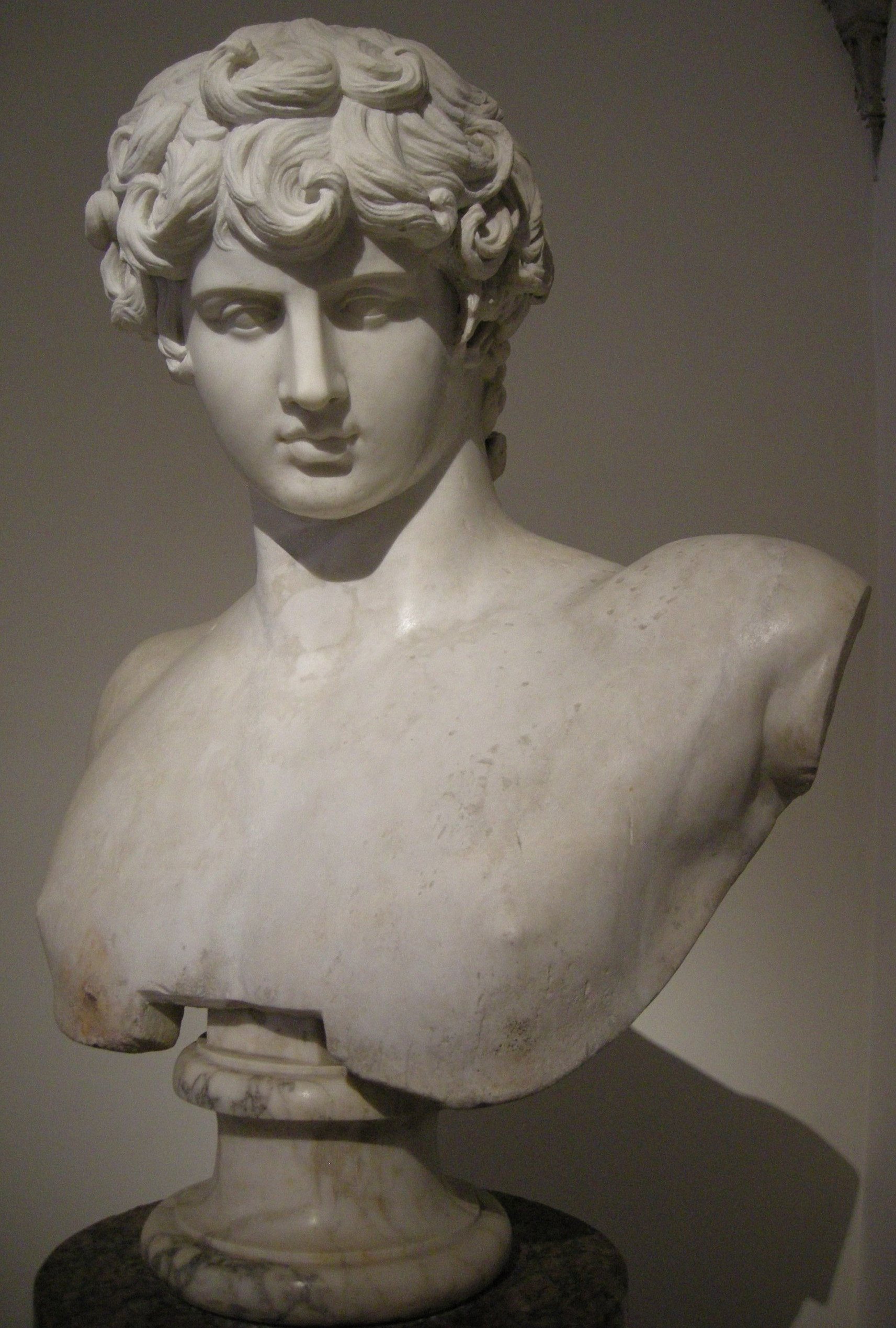
Busto di Antinoo Ludovisi

Tra il 1825 e il 1851 il principe Luigi Boncompagni Ludovisi e il figlio Antonio rinnovarono l'interesse familiare per la villa, espandendone gli spazi con l'acquisto di altri lotti di terra e fabbricati contigui. La proprietà raggiunse i 25 ettari, dunque il massimo della sua estensione fin dai tempi del cardinale Ludovico (quando ammontava a 19 ettari).
Contestualmente ai lavori nella villa, la collezione scultorea fu interessata anch'essa da nuove acquisizioni, arrivando a contare in totale, nel 1880, circa 339 opere d'antichità. Con Rodolfo Boncompagni Ludovisi, intorno al 1883, la proprietà fu lottizzata: il palazzo Grande fu parzialmente ridotto per consentire l'edificazione di un altro fabbricato accanto, la dimora Piombino di via Vittorio Veneto, in sostituzione di quella di via del Corso, da cui i proprietari furono espropriati per la costruzione della Galleria Colonna, mentre diversi ettari di giardino della Villa Pinciana furono distrutti del tutto, in favore di altri edifici, tutti sempre entro le pertinenze della villa storica originaria, tra cui il villino Boncompagni Ludovisi e quello Maraini.
Nel 1885 furono abbattute l'Uccelleria e altre strutture della villa. Ignazio Boncompagni Ludovisi, principe di Venosa, per l'occasione avviò una campagna fotografica dell'intero complesso, costruendo così un catalogo storico della residenza (poi donato nel 1930 al comune di Roma e esposto nel Museo di palazzo Braschi). Durante questi lavori, da cui si salvarono solo il Casino dell'Aurora e la facciata con la scalinata del palazzo Grande, oggi addossata al palazzo Margherita, sede dell'Ambasciata degli Stati Uniti in Italia, furono rinvenuti ulteriori pezzi che entrarono a far parte della collezione come il Trono Ludovisi..
Sul finire del secolo la famiglia Boncompagni-Ludovisi si attivò per smembrare del tutto la propria collezione d'arte. Tuttavia il vincolo di indivisibilità e inalienabilità delle collezioni d'arte che era intanto entrato in vigore dopo l'abolizione, nel 1865, della legge sul fidecommesso impedì di procedere in questo senso. Lo Stato italiano di contro si prodigò per attivare una convenzione con la famiglia atta a salvaguardare il patrimonio artistico lasciandolo alla città di Roma: in questo modo si riuscì ad acquistare nel 1901 solo una parte della stessa collezione archeologica, un centinaio di sculture costituenti il nucleo della collezione di antichità, oggi tutte al Museo nazionale Romano, per lo più al palazzo Altemps.
Già smembrata del tutto la collezione, sia nella componente artistica che archeologica, nel 2021 è stato messo in vendita all'asta dagli ultimi eredi Boncompagni Ludovisi il Casino dell'Aurora, dove sono rimasti gli affreschi del Guercino, commissionati dal cardinale Ludovico, e di Caravaggio, voluti dal cardinale Francesco Maria Del Monte precedente proprietario del casino.

## Elenco delle opere (non completo)

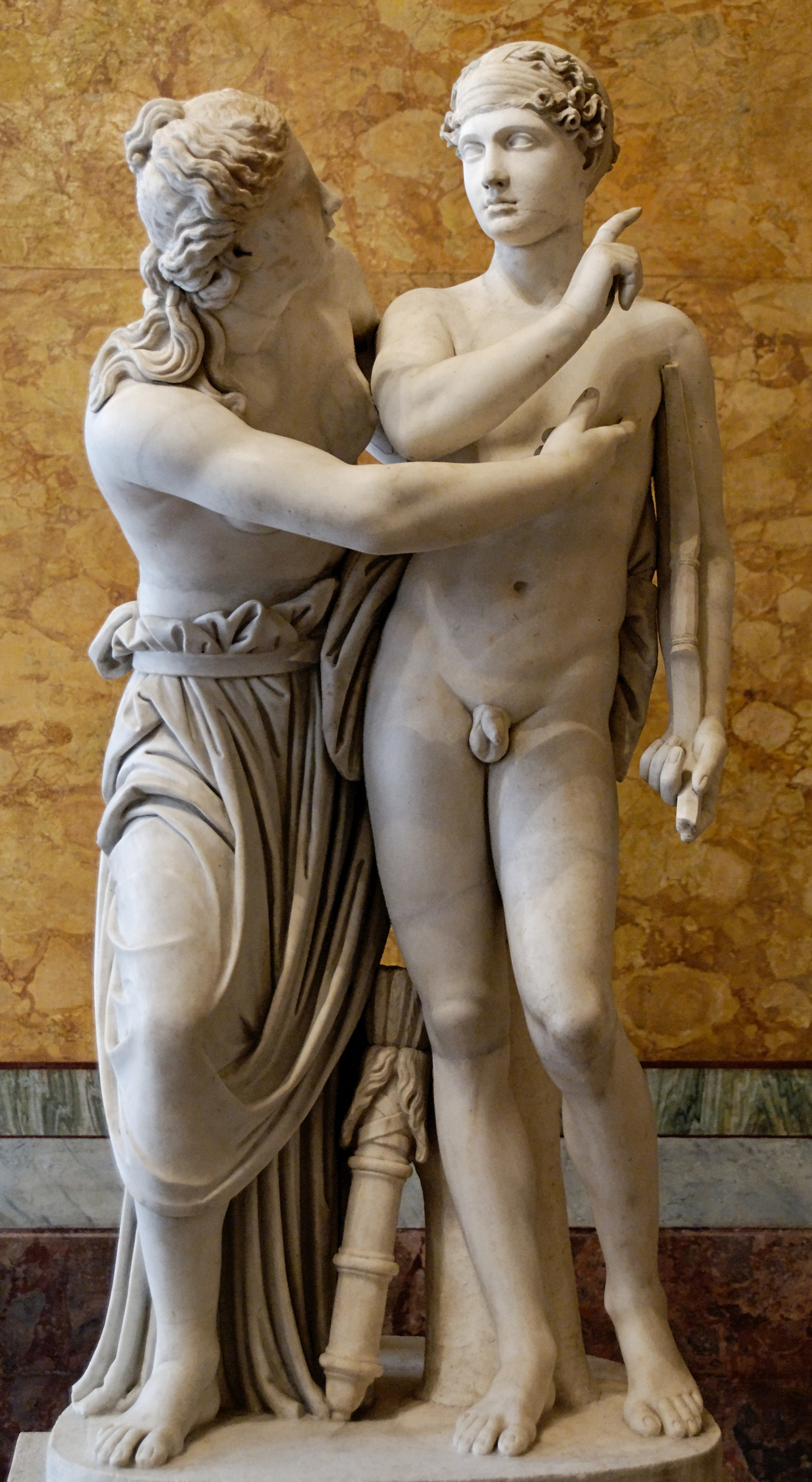
Amore e Psiche, Roma, Museo Nazionale Romano.

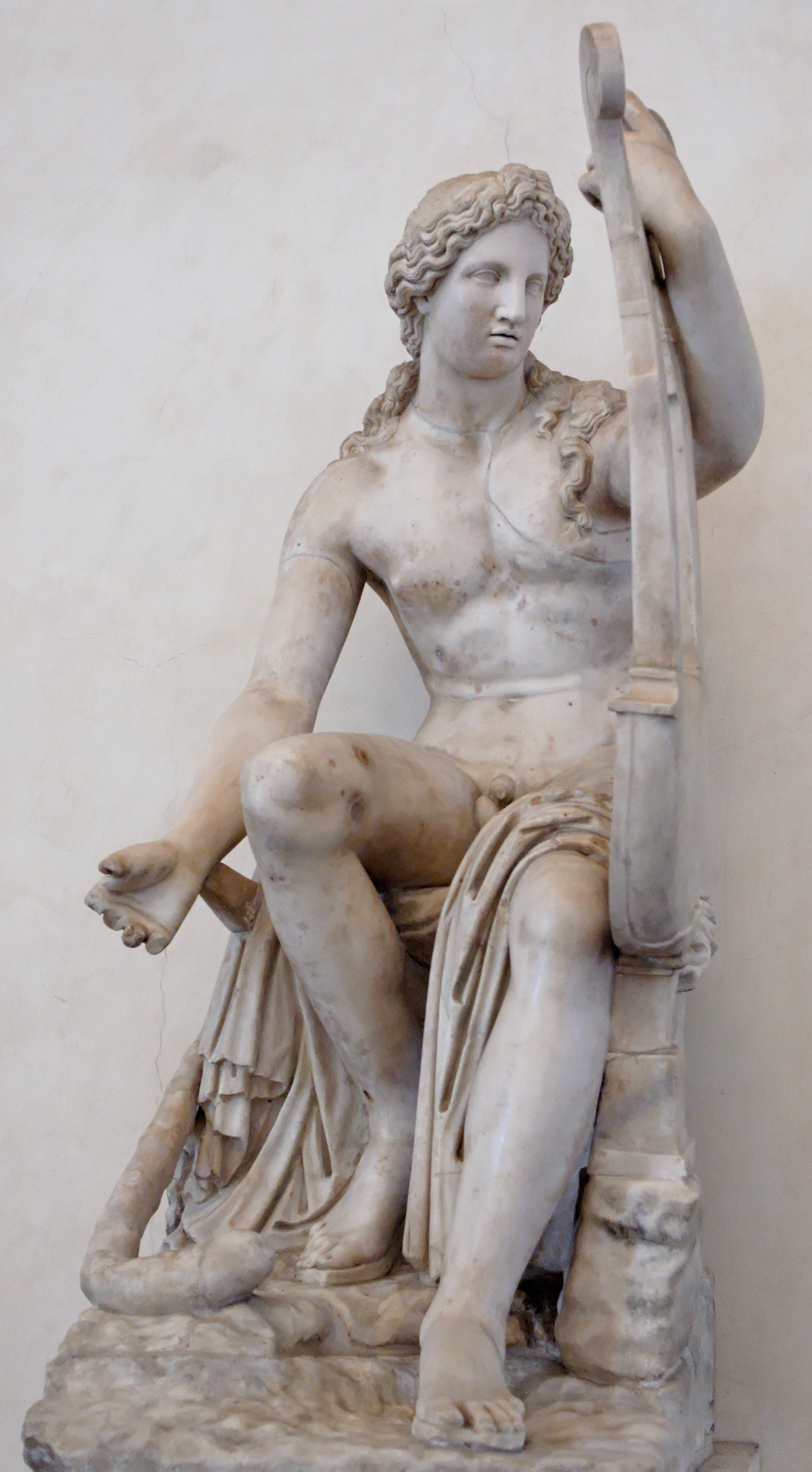
Apollo citaredo (Nomios), Roma, Museo Nazionale Romano.

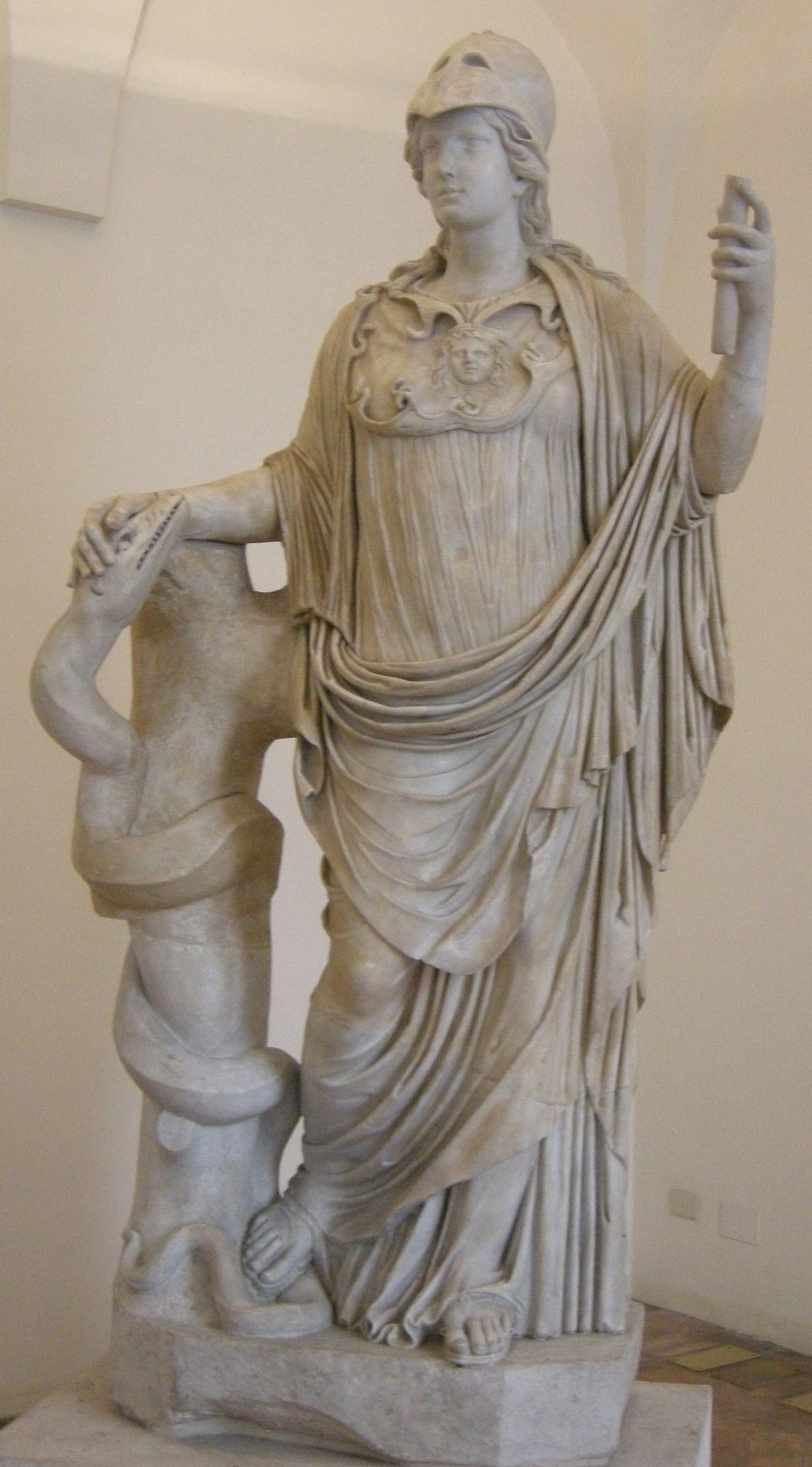
Athena con serpente, Roma, Museo Nazionale Romano.

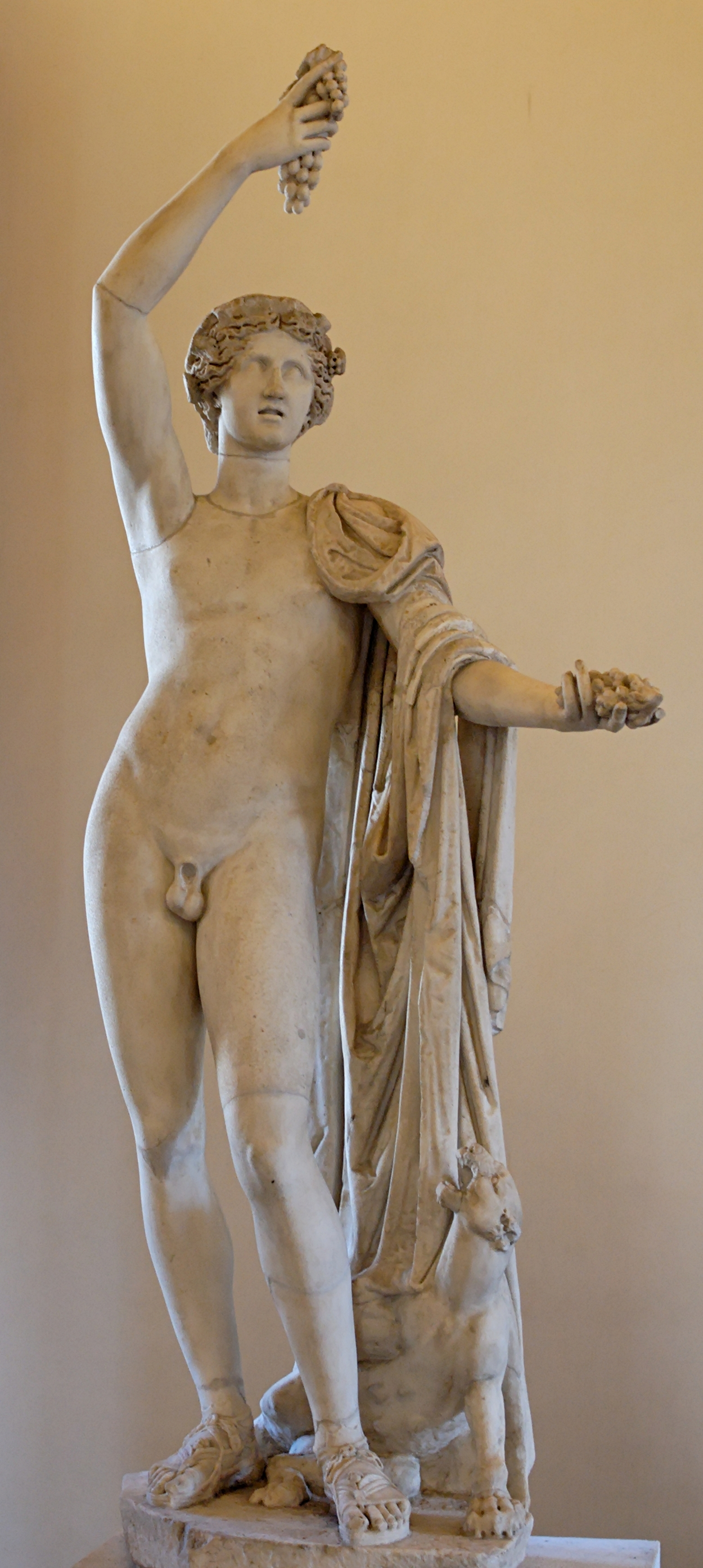
Dionisio con serpente, Roma, Museo Nazionale Romano.

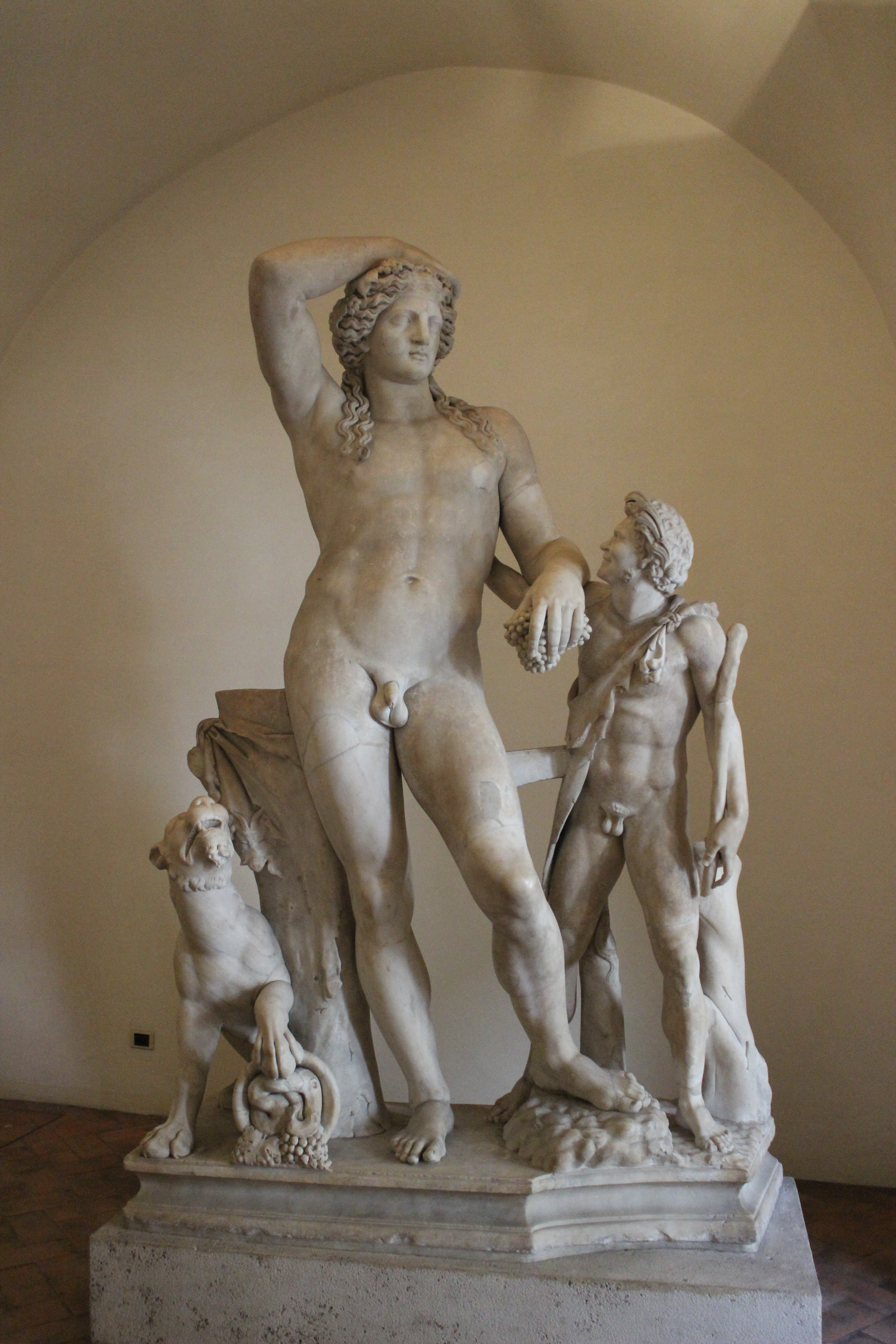
Dioniso detto Dioniso Ludovisi, Roma, Museo Nazionale Romano.

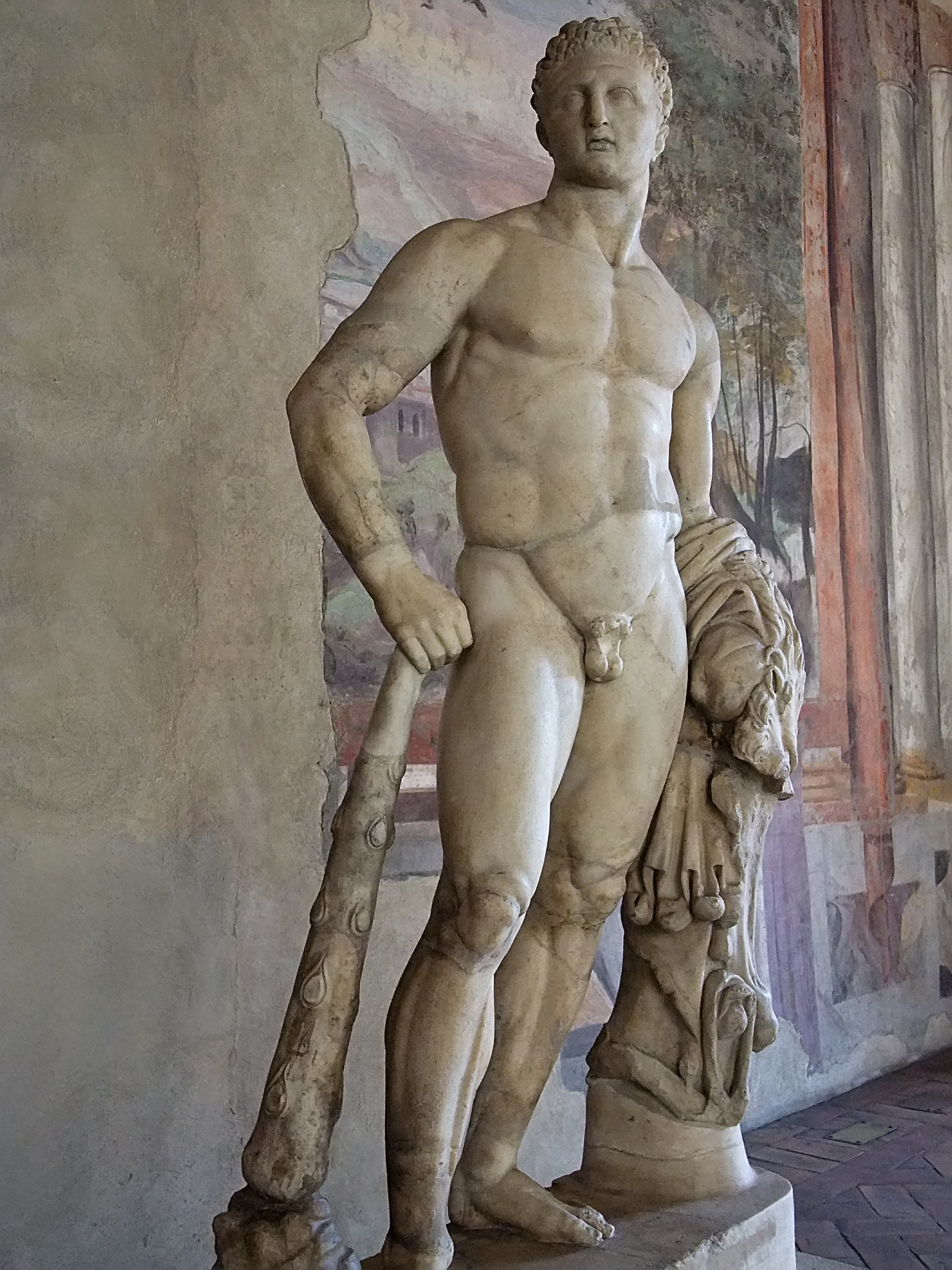
Ercole in riposo, Roma, Museo Nazionale Romano.

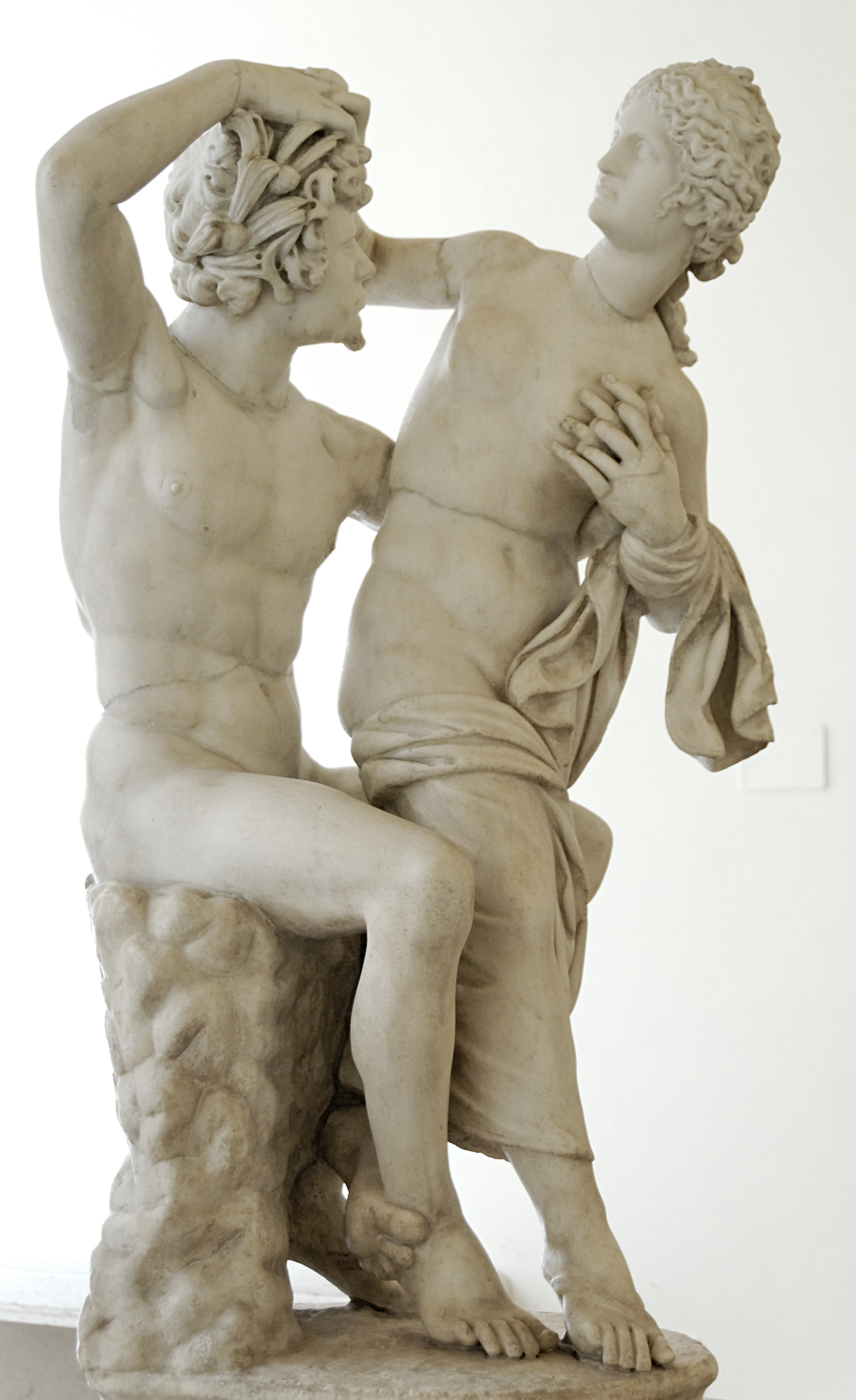
Satiro e ninfa, Roma, Museo Nazionale Romano.

### Archeologia
- Acrolito Ludovisi, Museo nazionale romano di palazzo Altemps, Roma
- Afrodite accovacciata, marmo di Thasos, h. 111 cm, Museo nazionale romano di palazzo Altemps, Roma
- Afrodite accovacciata (o al bagno), marmo a grana media, h. 91 cm, Museo nazionale romano di palazzo Altemps, Roma (già in collezione Cesi)
- Afrodite accovacciata con delfino, Museo nazionale romano di palazzo Altemps, Roma
- Afrodite cnidia, II secolo d.C., Museo nazionale romano di palazzo Altemps, Roma
- Amore e Psiche, marmo bianco, h. 132 cm, Museo nazionale romano di palazzo Altemps, Roma
- Antonino Pio, Museo nazionale romano di palazzo Altemps, Roma
- Apollo citaredo (I versione), marmo di Thasos e marmo pario, metà del I secolo d.C., h. 187 cm, Museo nazionale romano di palazzo Altemps, Roma
- Apollo citaredo (Nomios), marmo pantelico, età adrianea, h. 188 cm, Museo nazionale romano di palazzo Altemps, Roma
- Ara cinearia di Lucius Pinnius Celsus, marmo lunense, 107 × 66 cm, Museo nazionale romano di palazzo Altemps, Roma
- Ara con danzatrici alate tra girali, Museo nazionale romano di palazzo Altemps, Roma
- Ares Ludovisi, h 156 cm, Museo nazionale romano di palazzo Altemps, Roma
- Artemide acefala, Museo nazionale romano di palazzo Altemps, Roma
- Asclepio, marmo greco, di Paros e lunense, h. 183 cm, Museo nazionale romano di palazzo Altemps, Roma
- Athena (tipo Parthenos), marmo pentelico, copia greca firmata da Antioco, I sec. a.C., Museo nazionale romano di palazzo Altemps, Roma
- Athena con serpente, marmo greco, h 252 cm, Museo nazionale romano di palazzo Altemps, Roma
- Bambino che strozza l'oca, marmo lunense, età adrianea, h. 85 cm, Museo nazionale romano di palazzo Altemps, Roma (già in collezione Cesi)
- Base cilindrica con motivi neoattici, marmo lunense, h. 72 cm, Museo nazionale romano di palazzo Altemps, Roma
- Bassorilievo con maschera, marmo rosso antico, 111 × 79 cm, Museo nazionale romano di palazzo Altemps, Roma (già in collezione Cesi)
- Busti dei Dodici Cesari (×12), Museo nazionale romano di palazzo Altemps, Roma
- Busto con ritratto imperiale di Decio, metà del III secolo d.C., Museo nazionale romano di palazzo Altemps, Roma
- Busto con testa probabilmente di Afrodite cnidia interpretata come Niobe, Museo nazionale romano di palazzo Altemps, Roma
- Busto del faraone Amenemhet III, granito grigio, Museo nazionale romano di palazzo Altemps, Roma
- Busto dell'imperatore Lucio Vero, palazzo Margherita, Roma
- Busto di Ade/Plutone, Museo nazionale romano di palazzo Altemps, Roma
- Busto di Afrodite, Museo nazionale romano di palazzo Altemps, Roma
- Busto di Afrodite, palazzo Margherita, Roma
- Busto di Alessandro Magno, palazzo Margherita, Roma
- Busto di Antinoo Ludovisi, marmo lunense, h. 67 cm, Museo nazionale romano di palazzo Altemps, Roma
- Busto di Aristotele, marmo e alabastro, età adrianea, Museo nazionale romano di palazzo Altemps, Roma
- Busto di barbato, Museo nazionale romano di palazzo Altemps, Roma
- Busto di Demetra, Museo nazionale romano di palazzo Altemps, Roma
- Busto di Demostene, II secolo d.C., Museo nazionale romano di palazzo Altemps, Roma
- Busto di Giulia (figlia di Tito), marmo e resina, Museo nazionale romano di palazzo Altemps, Roma
- Busto di Marco Aurelio (tipo Campidoglio), porfido rosso e bronzo dorato, prima metà del IV secolo a.C., Museo nazionale romano di palazzo Altemps, Roma
- Busto di Matidia, 120 d.C., Museo nazionale romano di palazzo Altemps, Roma
- Busto di Principe, Museo nazionale romano di palazzo Altemps, Roma
- Calliope (musa della poesia), marmo a grana media, II secolo d.C., h. 119 cm, Museo nazionale romano di palazzo Altemps, Roma (già in collezione Cesi)
- Colonna tortile, marmo lunense, h. 126 cm, Museo nazionale romano di palazzo Altemps, Roma
- Dadoforo, marmo greco e lunense, h. 170 cm, Museo nazionale romano di palazzo Altemps, Roma
- Demetra, Museo nazionale romano di palazzo Altemps, Roma
- Dioniso, marmo lunense, h. 163 cm, Museo nazionale romano di palazzo Altemps, Roma
- Dioniso con pantera, I-II secolo d.C., Museo nazionale romano di palazzo Altemps, Roma
- Dioniso Ludovisi, 160-180 d.C., Museo nazionale romano di palazzo Altemps, Roma
- Ercole in riposo, Museo nazionale romano di palazzo Altemps, Roma (già in collezione Altemps)
- Erma di Athena, II sec. d.C., Museo nazionale romano di palazzo Altemps, Roma
- Erma di Dionisio, II sec. d.C., Museo nazionale romano di palazzo Altemps, Roma
- Erma di Discobolo, II sec. d.C., Museo nazionale romano di palazzo Altemps, Roma
- Erma di Ercole con mazza, marmo pentelico, II sec. d.C., Museo nazionale romano di palazzo Altemps, Roma
- Erma di Ercole con una cornucopia. marmo pentelico, II sec. d.C., Museo nazionale romano di palazzo Altemps, Roma
- Erma di Hermes, II secolo d.C., Museo nazionale romano di palazzo Altemps, Roma
- Erma di Teseo, II secolo d.C., Museo nazionale romano di palazzo Altemps, Roma
- Ermafrodito dormiente, marmo pario, II secolo d.C., lungo 152 cm, Galleria degli Uffizi, Firenze
- Ermes acefalo con manto da viaggiatore e caduceo, I secolo d.C., Museo nazionale romano di palazzo Altemps, Roma
- Ermes Ludovisi, I-II secolo d.C., h. 183 cm, Museo nazionale romano di palazzo Altemps, Roma
- Euscalapio, I secolo d.C., h. 183 cm, Museo nazionale romano di palazzo Altemps, Roma
- Fronte di sarcofago con il corteo di Dionisio, Museo nazionale romano di palazzo Altemps, Roma
- Fronte di sarcofago con imprese di Ercole (leone di Nemea, idra di Lerna, cinghiale di Erimanto, cerva cerinide, uccelli della palude dello Stinfale, Ippolita regina delle Amazzoni, stalle di Augia, toro cretese, cavalle di Diomede), metà del III secolo d.C., Museo nazionale romano di palazzo Altemps, Roma
- Fusto tortile, marmo lunense, seconda metà del I secolo d.C., Museo nazionale romano di palazzo Altemps, Roma
- Galata morente (anche Galata capitolino), I secolo d.C., Musei capitolini, Roma
- Galata suicida con moglie (anche Galata Ludovisi), I secolo a.C., h. 211 cm, Museo nazionale romano di palazzo Altemps, Roma
- Giasone afferra il vello d'oro, frammento di sarcofago, marmo di Luni, seconda metà del II secolo, Museo nazionale romano di palazzo Altemps, Roma
- Giasone e Medea uniscono la mano destra simbolo del matrimonio, frammento di sarcofago, marmo di Luni, seconda metà del II secolo, Museo nazionale romano di palazzo Altemps, Roma
- Giunone, I secolo a.C., Museum of Fine Arts, Boston
- Giudizio di Paride, frammento di sarcofago, (Atena elmata, Ermes con caduceo, Afrodite, Enone, Paride e Eros), 117-138 d.C., Museo nazionale romano di palazzo Altemps, Roma
- Guerriero seduto, marmo pentelico, II secolo d.C., h. 93 cm, Museo nazionale romano di palazzo Altemps, Roma
- Gruppo di sant'Ildefonso, Museo del Prado, Madrid
- Labrum (vasca di fontana), Museo nazionale romano di palazzo Altemps, Roma
- Musa o divinità (Cibele?) seduta, II secolo d.C., Museo nazionale romano di palazzo Altemps, Roma
- Musa o ninfa seduta, I secolo d.C., Museo nazionale romano di palazzo Altemps, Roma
- Oreste ed Elettra (anche Gruppo Ludovisi), marmo a grano medio, pera greca in stilo eclettico, h. 192 cm, Museo nazionale romano di palazzo Altemps, Roma
- Pan e Dafne, marmo pentelico, h. 137 cm, Museo nazionale romano di palazzo Altemps, Roma (già in collezione Cesi)
- Peplophoros (portatrice di peplo), marmo tasio, I secolo d.C., Museo nazionale romano di palazzo Altemps, Roma
- Sarcofago Grande Ludovisi, Museo nazionale romano di palazzo Altemps, Roma
- Sarcofago Piccolo Ludovisi, Museo nazionale romano di palazzo Altemps, Roma
- Satiro versante (anche Satiro Ludovisi), marmo a grana fine, seconda metà del II sec. d.C., h. 156 cm, Museo nazionale romano di palazzo Altemps, Roma
- Satiro e ninfa, marmo pario a grana media, h. 118 cm, Museo nazionale romano di palazzo Altemps, Roma
- Testa di Athena restaurata come Attis, marmo lunare, età adrianea, Museo nazionale romano di palazzo Altemps, Roma
- Testa di Ercole. I sec. d.C., Museo nazionale romano di palazzo Altemps, Roma
- Testa di Erinni dormiente (o una Medusa), II sec d.C., Museo nazionale romano di palazzo Altemps, Roma
- Testa di Gallienico, 256-268 d.C., Museo nazionale romano di palazzo Altemps, Roma
- Testa di Giulio Claudio, Museo nazionale romano di palazzo Altemps, Roma
- Testa di Hera Ludovisi, I secolo d.C., h. 116 cm, Museo nazionale romano di palazzo Altemps, Roma (già in collezione Cesi)
- Testa di Marte elmata, marmo lunense, h. 134 cm, Museo nazionale romano di palazzo Altemps, Roma (già in collezione Cesi)
- Testa di Zeus, Museo nazionale romano di palazzo Altemps, Roma
- Togato seduto, Museo nazionale romano di palazzo Altemps, Roma
- Togato in piedi, Museo nazionale romano di palazzo Altemps, Roma
- Torso di Polifemo, replica dal gruppo di Sperlonga del I-II secolo d.C., Museo nazionale romano di palazzo Altemps, Roma (già in collezione Altemps)
- Trono Ludovisi, Museo nazionale romano di palazzo Altemps, Roma (lo status di reperto archeologico è dibattuto dalla critica, la quale parte di essa, tra cui Federico Zeri, la ritiene dell'Ottocento)
- Urania (musa dell'astronomia), marmo a grana media, II secolo d.C., h. 124 cm, Museo nazionale romano di palazzo Altemps, Roma (già in collezione Cesi)
- Vaso Ludovisi, Museo nazionale romano di palazzo Altemps, Roma
- Venere accovacciata, Museo nazionale romano di palazzo Altemps, Roma (già in collezione Cesi)
- Venere accovacciata, Museo nazionale romano di palazzo Altemps, Roma

### Scultura e pittura

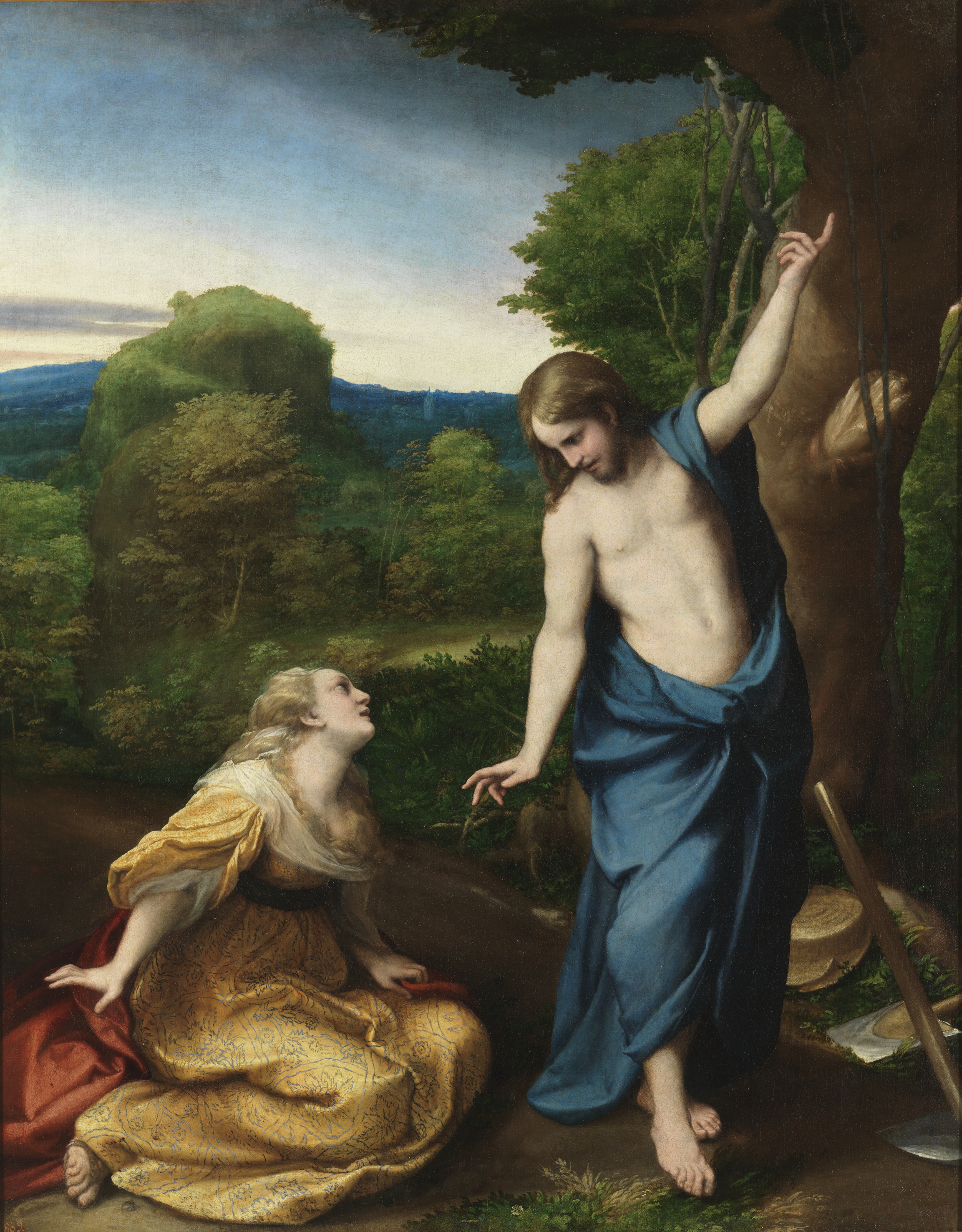
Correggio, Noli me tangere, Madrid, Museo del Prado.

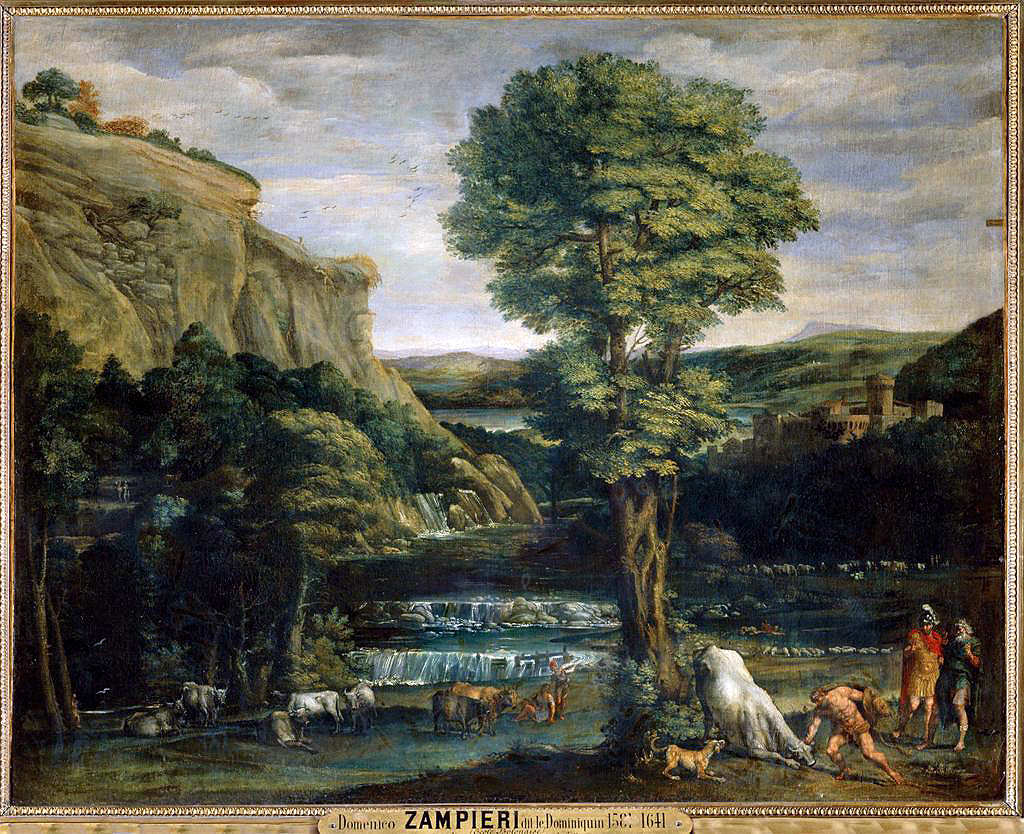
Domenichino, Paesaggio con Ercole e Acheloo

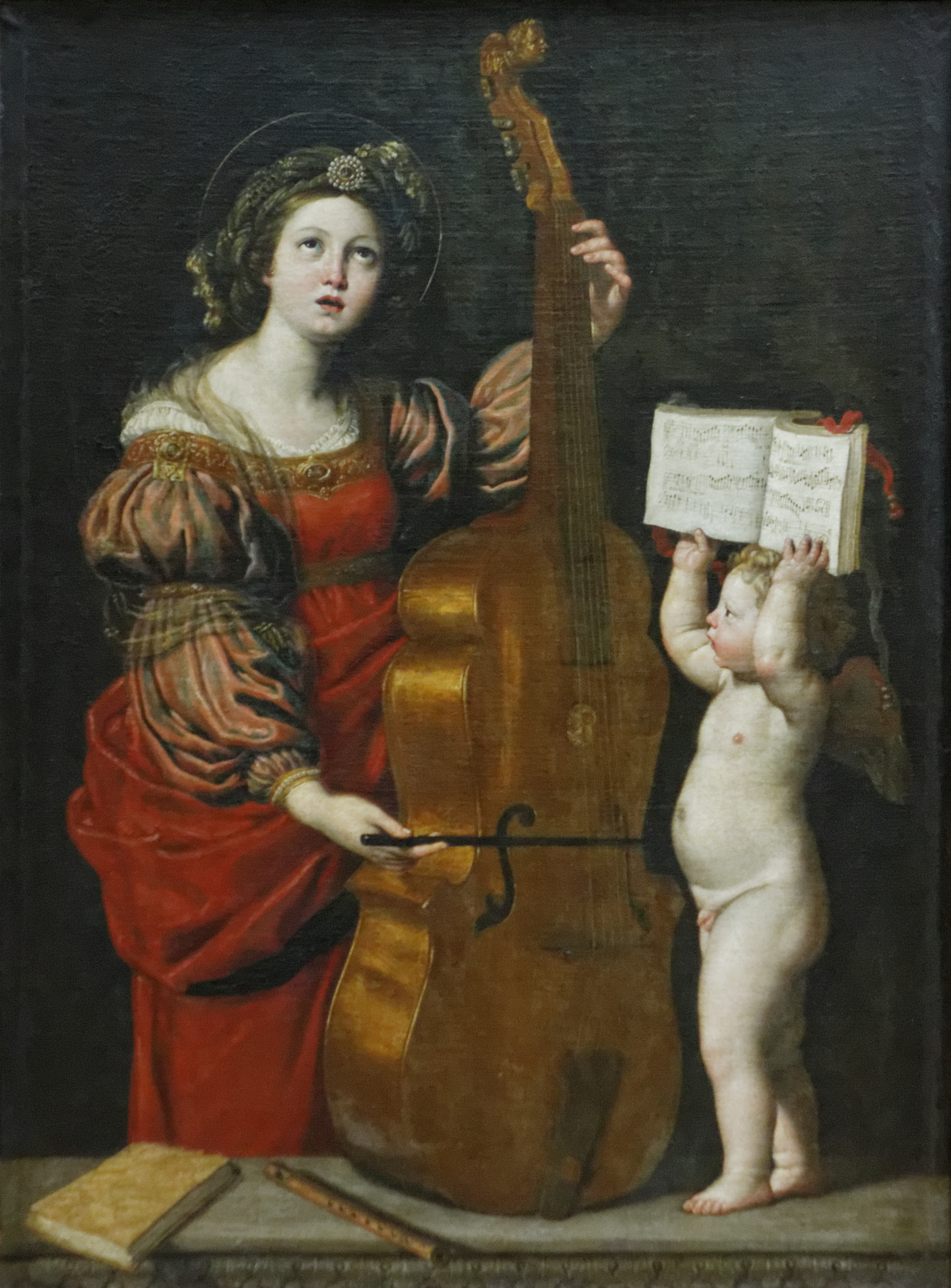
Domenichino, Santa Cecilia Parigi, Musée du Louvre.

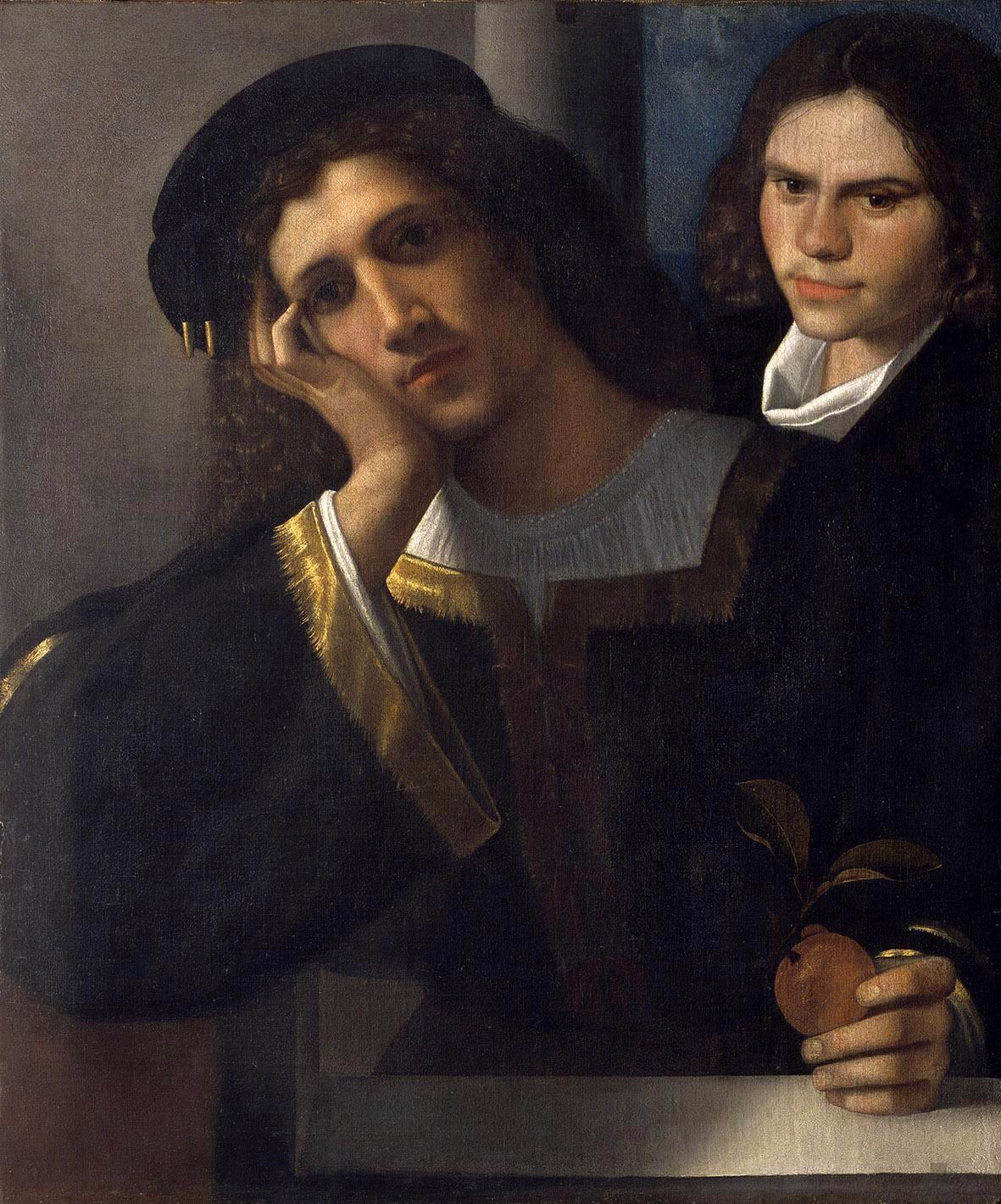
Giorgione (attribuito), Doppio ritratto, Roma, Museo di Palazzo Venezia.

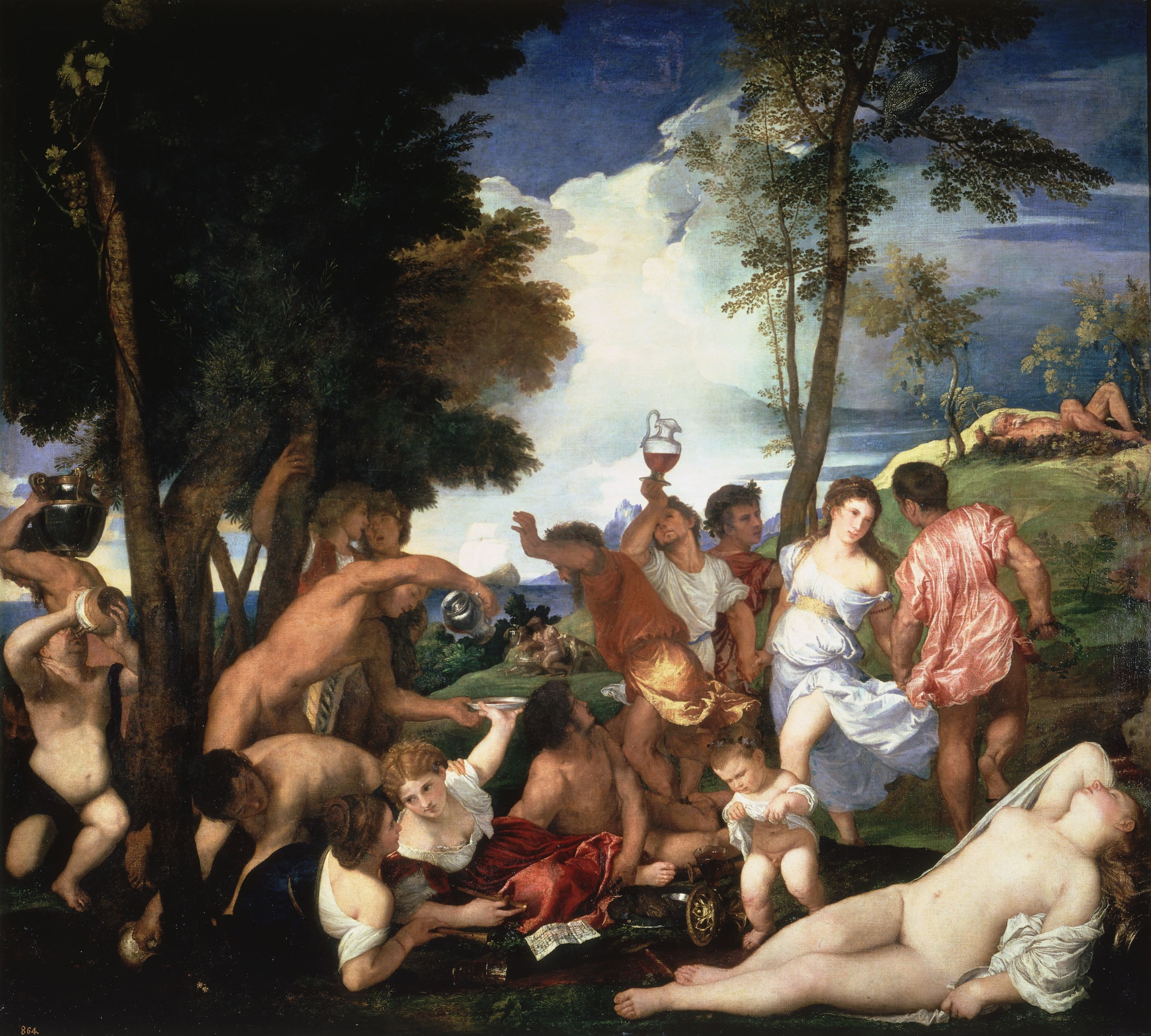
Tiziano, Baccanale degli Andrii, Madrid, Museo del Prado.

- Francesco Albani, Adorazione dei pastori, 1600-1625 circa, olio su rame, 42 × 30 cm, copia della cosiddetta Notte del Correggio, utilizzando il prototipo di Annibale Carracci, Museo del Louvre, Parigi
- Jacopo Bassano, Natività, perduto
- Jacopo Bassano, Fucina di Vulcano, collezione privata, Barcellona
- Gian Lorenzo Bernini, Ratto di Proserpina, 1621, marmo, h. 255 cm (esclusa la base 109 cm), Galleria Borghese, Roma (già in collezione Borghese, fu donato dal cardinale Scipione a Ludovico Ludovisi nel 1623)
- Francesco Brizio, Sansone con i Filistei, 1615-1619, olio su tela, 350 × 480 cm, Galleria Pallavicini, Roma (dapprima passato in collezione Rospigliosi con la vendita da parte di Giovan Battista Ludovisi del feudo di Zagarolo nel intorno al 1664, poi confluito nella raccolta Pallavicini)
- Girolamo da Carpi (cerchia di), Galatea, 1537-1541, olio su tavola, 47,5 × 39,1 cm, Galleria Doria-Pamphilj, Roma
- Annibale Carracci (copia da Raffaello), Galatea, non rintracciato
- Ludovico Carracci, Nascita di Cristo, non rintracciato
- Ludovico Carracci, Nascita di Alessandro Magno, non rintracciato
- Correggio, Noli me tangere, 1523-1524 ca., olio su tela, 130 × 103 cm, Museo del Prado, Madrid (già in collezione Aldobrandini, fu donato da Olimpia a Ludovico Ludovisi nel 1621)
- Domenichino, Paesaggio con Caco, Museo del Louvre, Parigi
- Domenichino, Paesaggio con Ercole, Museo del Louvre, Parigi
- Domenichino, Paesaggio con Ercole e Acheloo, 1621-1622 ca., olio su tela, 121 × 149 cm, Museo del Louvre, Parigi
- Domenichino, Paesaggio con la Fuga in Egitto, Museo del Louvre, Parigi
- Domenichino, Peccato originale, olio su tela, 310 × 450 cm, Galleria Pallavicini, Roma (dapprima passato in collezione Rospigliosi con la vendita da parte di Giovan Battista Ludovisi del feudo di Zagarolo nel intorno al 1664, poi confluito nella raccolta Pallavicini)
- Domenichino, Ritratto di papa Gregorio XV con il cardinale Ludovico Ludovisi, 1621-1622, olio su tela, 223 × 150 cm, Musée des Beaux-Arts, Béziers
- Domenichino, Santa Cecilia, Museo del Louvre, Parigi
- Domenichino, Susanna e i vecchioni, Alte Pinakothek, Monaco di Baviera
- Dosso Dossi, Apollo e Dafne, Galleria Borghese, Roma  (già in collezione Borghese, fu donato dal cardinale Scipione a Ludovico Ludovisi nel 1623)
- Artemisia Gentileschi, Susanna e i vecchioni, Castello di Weißenstein, Pommersfelden
- Giorgione (attribuito), Doppio ritratto, 1502, olio su tela, 80 × 75 cm, Museo nazionale di Palazzo Venezia, Roma
- Guercino, Allegorie della Pittura e del Disegno, 1656-1657 circa, olio su tela, 231 × 181 cm, Gemäldegalerie Alte Meister, Dresda
- Guercino, Arcangelo Gabriele, 1619 ca., olio su rame, 45 × 34 cm, Galleria nazionale d'arte antica di palazzo Corsini, Roma
- Guercino, Lot e le figlie, Monastero di San Lorenzo, El Escorial
- Guercino, Pietro resuscita Tabita, Galleria Palatina di Palazzo Pitti, Firenze
- Guercino, Ritratto di Papa Gregorio XV, 1622, olio su tela, 133,7 × 98,4 cm, Getty Museum, Los Angeles
- Guercino, Susanna e i vecchioni, Museo del Prado, Madrid
- Guercino, Toeletta di Venere, Goethe Academy, Los Angeles
- Guercino, Vergine addolorata, 1619 ca., olio su rame, 45 × 34 cm, Galleria nazionale d'arte antica di palazzo Corsini, Roma
- Guercino, Visione di san Girolamo, Museo del Louvre, Parigi[32]
- Guido Reni, Caduta di Saulo, Monastero di San Lorenzo, El Escorial
- Guido Reni, San Francesco, Museo del Louvre, Parigi
- Guido Reni, Ritratto di Gregorio XV, colleizone privata, Corsham Court
- Lucio Massari o Annibale Carracci, Circe, perduto
- Lucio Massari, Rinaldo e Armida, 1610-1612, olio su tela, 255 × 395 cm, Galleria Pallavicini, Roma (dapprima passato in collezione Rospigliosi con la vendita, intorno al 1664, da parte di Giovan Battista Ludovisi del feudo di Zagarolo; poi confluito nella raccolta Pallavicini)
- Lucio Massari, Trionfo di David, 1610-1612, olio su tela, 350 × 460 cm, Galleria Pallavicini, Roma (dapprima passato in collezione Rospigliosi con la vendita, intorno al 1664, da parte di Giovan Battista Ludovisi del feudo di Zagarolo; poi confluito nella raccolta Pallavicini)
- Michelangelo (attribuito a), Pan, marmo, villa Ludovisi, Roma[33]
- Raffaello, Madonna del Passeggio, Scottish National Gallery, Edimburgo (già in collezione Aldobrandini, fu donato da Olimpia a Ludovico Ludovisi nel 1621)
- Lionello Spada, Concerto, Museo del Louvre, Parigi
- Tiziano, Baccanale degli Andrii, 1523–1526, olio su tela, 175 × 193 cm, Museo del Prado, Madrid  (già in collezione Aldobrandini, fu donato da Olimpia a Ludovico Ludovisi nel 1621)
- Tiziano, Baccanale con la festa di Venere, 1518-1519, olio su tela, 172 × 175 cm, Museo del Prado, Madrid (già in collezione Aldobrandini, fu donato da Olimpia a Ludovico Ludovisi nel 1621)
- Giovanni Valesio, Susanna e i vecchioni, Alte Pinakothek, Monaco di Baviera
- Paolo Veronese, Maddalena, National Gallery of Canada, Ottawa

## Albero genealogico degli eredi della collezione
Segue un sommario albero genealogico degli eredi della collezione Ludovisi, dove sono evidenziati in grassetto gli esponenti della famiglia che hanno ereditato, custodito, o che comunque sono risultati influenti nelle dinamiche inerenti alla collezione d'arte. Per semplicità, il cognome Ludovisi viene abbreviato a "L.".
| | | | | | | | |                                |                      |
| | | | Pompeo Ludovisi | | | | |                                |                      |
| | | | | | | | |                                |                      |
| | | | | | | | |                                |                      |
| | | Alessandro L. (1554-1623) (papa dal 1621 al 1623 col nome di Gregorio XV) | Alessandro L. (1554-1623) (papa dal 1621 al 1623 col nome di Gregorio XV) | Orazio L. (1561-1624) | Orazio L. (1561-1624) | | |                                |                      |
| | | | | | | | |                                |                      |
| | | | | | | | |                                |                      |
| | | Ludovico L. (1595-1632) (cardinal nipote, fu l'artefice della collezione d'arte di famiglia) | Ludovico L. (1595-1632) (cardinal nipote, fu l'artefice della collezione d'arte di famiglia) | Niccolò L. (1610-1664) (sposò in terze nozze Costanza Pamphilj, nipote di papa Innocenzo X, figlia di Pamphilio Pamphilj e Olimpia Maidalchini)                                                               | Niccolò L. (1610-1664) (sposò in terze nozze Costanza Pamphilj, nipote di papa Innocenzo X, figlia di Pamphilio Pamphilj e Olimpia Maidalchini) | Ippolita L. (sposò Giovan Giorgio Aldobrandini e fu madre di Olimpia Aldobrandini, quest'ultima moglie in prime nozze di Paolo Borghese e in seconde di Camillo Francesco Maria Pamphili, anch'egli nipote di papa Innocenzo X, figlio di Pamphilio Pamphilj e Olimpia Maidalchini) | Ippolita L. (sposò Giovan Giorgio Aldobrandini e fu madre di Olimpia Aldobrandini, quest'ultima moglie in prime nozze di Paolo Borghese e in seconde di Camillo Francesco Maria Pamphili, anch'egli nipote di papa Innocenzo X, figlio di Pamphilio Pamphilj e Olimpia Maidalchini) |                                |                      |
| | | | | | | | |                                |                      |
| | | | | | | | |                                |                      |
| Giovanni Battista I L. (1647- 1699) (cedette il ducato di Zagarolo con la propria residenza familiare e le pitture ivi custodite alla famiglia Rospigliosi) | Giovanni Battista I L. (1647- 1699) (cedette il ducato di Zagarolo con la propria residenza familiare e le pitture ivi custodite alla famiglia Rospigliosi) | Olimpia L. (1656 -1700) (fu monaca) | Olimpia L. (1656 -1700) (fu monaca) | Lavinia L. (1659-1682) (sposò Giangirolamo Acquaviva d'Aragona, duca di Atri) | Lavinia L. (1659-1682) (sposò Giangirolamo Acquaviva d'Aragona, duca di Atri)                                                                   | Ippolita L. (1663-1733) (sposò Gregorio Boncompagni, V duca di Sora (1642-1707), da cui ebbe seguito la dinastia Boncompagni-Ludovisi) | Ippolita L. (1663-1733) (sposò Gregorio Boncompagni, V duca di Sora (1642-1707), da cui ebbe seguito la dinastia Boncompagni-Ludovisi) | Nicolina L. (1665-?)           | Nicolina L. (1665-?) |
| | | | | | | | |                                |                      |
| | | | | | | | |                                |                      |
| | | | | Ugo Boncompagni L. (1684–1686) | Ugo Boncompagni L. (1684–1686) | Maria Eleonora Boncompagni L. (1686–1745) (divenne erede dopo la prematura morte dell'unico maschio primogenito; sposò lo zio Antonio I Boncompagni) | Maria Eleonora Boncompagni L. (1686–1745) (divenne erede dopo la prematura morte dell'unico maschio primogenito; sposò lo zio Antonio I Boncompagni) | ...e altre 4 sorelle           | ...e altre 4 sorelle |
| | | | | | | | |                                |                      |
| | | | | | | | |                                |                      |
| | | | | | Gaetano I Boncompagni L. (1706-1777) | Gaetano I Boncompagni L. (1706-1777) | ... e altre 4 fratelli/sorelle | ... e altre 4 fratelli/sorelle |                      |
| | | | | | | | |                                |                      |
| | | | | | | | |                                |                      |
| | | | | Antonio II Boncompagni L. (1735-1805) | Antonio II Boncompagni L. (1735-1805) | ... e altre 8 fratelli/sorelle | ... e altre 8 fratelli/sorelle |                                |                      |
| | | | | | | | |                                |                      |
| | | | | | | | |                                |                      |
| | | | Luigi I Boncompagni L. (1767-1841) (assieme al figlio ripristinò l'interesse familiare verso la villa Ludovisi effettuando lavori che la portarono alla massima espansione mai raggiunta fino a quel momento) | Luigi I Boncompagni L. (1767-1841) (assieme al figlio ripristinò l'interesse familiare verso la villa Ludovisi effettuando lavori che la portarono alla massima espansione mai raggiunta fino a quel momento) | ...e altri 2 fratelli/sorelle | ...e altri 2 fratelli/sorelle | |                                |                      |
| | | | | | | | |                                |                      |
| | | | | | | | |                                |                      |
| | | Antonio Boncompagni L. (1808-1883) (assieme al padre ripristinò l'interesse familiare verso la villa Ludovisi effettuando lavori che la portarono alla massima espansione mai raggiunta fino a quel momento) | Antonio Boncompagni L. (1808-1883) (assieme al padre ripristinò l'interesse familiare verso la villa Ludovisi effettuando lavori che la portarono alla massima espansione mai raggiunta fino a quel momento)  | ...e altri 2 fratelli/sorelle | ...e altri 2 fratelli/sorelle | | |                                |                      |
| | | | | | | | |                                |                      |
| | | | | | | | |                                |                      |
| Rodolfo Boncompagni L. (1832-1911) (assieme al fratello cedette nel 1901 la collezione di antichità allo Stato italiano)                                    | Rodolfo Boncompagni L. (1832-1911) (assieme al fratello cedette nel 1901 la collezione di antichità allo Stato italiano)                                    | Ignazio Boncompagni L. (1843-1913) (assieme al fratello cedette nel 1901 la collezione di antichità allo Stato italiano)                                                                                     | Ignazio Boncompagni L. (1843-1913) (assieme al fratello cedette nel 1901 la collezione di antichità allo Stato italiano)                                                                                      | ...e altre 3 sorelle | ...e altre 3 sorelle | | |                                |                      |